# Dynastie Wei du Nord
Pour un article plus général, voir dynasties du Sud et du Nord.
Pour les articles homonymes, voir Wei.
386–534
Entités précédentes :
- Qin antérieur
- Yan postérieur
- Xia
- Yan septentrional
- Liang septentrional

Entités suivantes :
- Dynastie Wei de l'Ouest
- Dynastie Wei de l'Est

Les Wei du Nord (Bei Wei, chinois : 北魏 ; pinyin : běiwèi ; ou Tuoba Wei chinois : 拓跋魏 ; pinyin : tuòbá wèi) sont une dynastie des périodes des Seize Royaumes (316-439) et des dynasties du Sud et du Nord (420-589), qui régna en Chine du Nord de 386 à 534.
Elle fut fondée par un peuple turc, les Tabghatch, appelés encore Tuoba en pinyin, qui faisaient eux-mêmes partie du peuple appelé Xianbei par les sources chinoises médiévales, comprenant également d'autres groupes (comme les Murong). Dominant au départ le nord du Shanxi actuel, jouant un rôle secondaire dans le contexte des premiers royaumes guerriers fondés par des dynasties non-chinoises en Chine du Nord à partir du début du IVe siècle, ils réunifièrent toute la Chine du Nord entre 424 et 439 sous la direction de Tuoba Tao (l'empereur Taiwu). Ils s'étendirent également en direction de l'Asie centrale et luttèrent au Nord contre les Ruanruan. Progressivement, cette dynastie d'origine « barbare » se sinisa en adoptant les institutions traditionnelles de la Chine impériale, notamment à la suite d'importantes réformes à la fin du Ve siècle sous le règne de l'empereur Xiaowen, qui virent la dynastie changer de capitale en 494, délaissant Pingcheng (Datong) au Nord pour Luoyang dans la plaine Centrale chinoise, qui fut ,l'espace de trois décennies, une métropole gigantesque. En 523, éclata une guerre civile entre l'aristocratie sinisée de la nouvelle capitale et les troupes frontalières du Nord restées fidèles à la culture des steppes. Ce conflit plongea la dynastie dans une série de troubles qui se soldèrent par la mise à sac de sa capitale en 528, et la division de l'empire en deux branches dans les années 532-534 : les Wei de l'Ouest (Xi Wei), en Chine du Nord-Ouest (trois empereurs) et les Wei de l'Est (Dong Wei), en Chine du Nord-Est (un seul empereur).
Du point de vue culturel, la période des Wei du Nord fut marquée par une floraison sans précédent du bouddhisme, malgré une période de répression sous Tuoba Tao qui était plutôt favorable au taoïsme. Les deux capitales dynastiques furent dotées de monastères grandioses, et des sanctuaires rupestres furent construits dans leurs alentours, à Yungang et Longmen, qui témoignent de nos jours de la richesse de l'art bouddhiste de cette époque, grâce au patronage de la famille impériale et des élites aristocratiques. Par ailleurs, la prospérité de ces groupes est également connue par les trouvailles effectuées dans des tombes qui ont livré un important matériel archéologique.
L'histoire des Wei du Nord est essentiellement connue par les histoires dynastiques rédigées par des historiens de l'époque médiévale. Le Livre des Wei (du Nord) (Wei Shu), consacré à cette dynastie, fut rédigé par le lettré Wei Shou (506-572) vivant sous les Qi du Nord. Des pans de cette œuvre furent néanmoins perdus, dès l'époque des Song, les manques sont comblés par l'Histoire des dynasties du Nord (Bei Shi) couvrant les multiples dynasties septentrionales de la période, compilée par l'historien Li Yanshou vivant aux débuts de la dynastie Tang, et le Zizhi Tongjian de Sima Guang (1019-1086), plus tardif mais reprenant des travaux antérieurs.

## Histoire
| « Trois Royaumes » 220-280 : 60 ans                            | « Trois Royaumes » 220-280 : 60 ans                 |
| -------------------------------------------------------------- | --------------------------------------------------- |
| Chine du Nord : Wei à Luoyang                                  | Chine du Sud-Ouest: Shu, Chine du Sud-Est : Wu      |
| brève unification : Jin occidentaux à Luoyang 265-316 : 51 ans |                                                     |
| nouvelles fragmentations                                       |                                                     |
| au Nord : « Seize Royaumes » : 304-439 : 135 ans               | au Sud : Jin orientaux 317-420 : 103 ans            |
| « Dynasties du Nord »                                          | « Dynasties du Sud »                                |
| Wei du Nord 386-534 : 148 ans                                  | Song du Sud 420-479 : 59 ans                        |
| Wei de l'Est 534-550 : 16 ans                                  | Qi du Sud 479-502 : 23 ans                          |
| Wei de l'Ouest 535-556 : 21 ans                                | Liang 502-557 : 55 ans                              |
| Qi du Nord 550-577 : 27 ans                                    | Liang postérieurs, ou Liang du Sud 555-587 : 32 ans |
| Zhou du Nord 557-581 : 24 ans                                  | Chen 557-589 : 32 ans                               |

### Origines et conquêtes

Les royaumes se partageant la Chine du Nord en 395-400, après la chute des Qin antérieurs, au moment de la formation des Wei du Nord.

Les royaumes se partageant la Chine du Nord en 409, après les premières conquêtes des Wei du Nord sous Tuoba Gui.

L'extension approximative de l'empire des Wei du Nord vers 450, avec la localisation des principales villes de l'époque et des royaumes vaincus par Tuoba Tao.

Les premières traces des Tabghach, Tuoba dans les sources chinoises remontent au milieu du IIIe siècle dans la région des monts Xing'an, dans l'actuel nord-est de la Chine (Mongolie Intérieure et Heilongjiang), à proximité des autres groupes composant la vaste nébuleuse des Xianbei. Leur chef, Tuoba Liwei (v. 220-277) s'établit dans la cité de Shengle en 258. C'est là que les Tuoba forment un embryon d’État, reconnu par l'empereur des Jin occidentaux en 315, qui octroie au chef Tuoba le titre de « Prince de Dai ».
Tuoba Liwei est assassiné en 321 par la femme d'un membre du clan Tuoba qu'il avait fait assassiner, laquelle dirige l'État de Dai jusqu'à ce qu'elle soit renversée par le fils de Liwei, Tuoba Shiyijian (338-376). L'époque des Seize Royaumes qui succède alors à celle des Jin occidentaux est une ère marquée par une forte instabilité politique et des conflits militaires récurrents entre généraux issus pour la plupart des peuples venus du Nord. En 376, Dai est vaincu et annexé par Fu Jian, le souverain des Qin antérieurs. Mais ce dernier s'effondre dès 383, permettant à Tuoba Gui (383-409), petit-fils de Shiyijian, de recouvrer l'indépendance pour son peuple et refonder Dai, dont il change rapidement le nom pour celui de Wei, que l'historiographie désigne comme « Wei du Nord ». Tuoba Gui s'émancipe ensuite par rapport aux autres groupes tribaux qui l'avaient aidé par le passé et avec lesquels il avait noué des liens, en particulier les souverains d'un autre groupe issu des Xianbei, les Murong des Yan postérieurs, avant de les défaire et d'annexer leur royaume dans les années 390. Il établit sa capitale à Pingcheng (aujourd'hui Datong dans le Shanxi) vers 398-399. À sa mort en 409, assassiné à l'instigation de son fils Tuoba Shao, le successeur désigné, son autre fils Tuoba Si (409-423), parvient à prendre le pouvoir. Il joue un rôle effacé sur le plan militaire. Néanmoins ces années sont déterminantes pour le devenir des Wei du Nord, puisqu'elles voient les armées de l’État méridional des Jin orientaux, dirigées par Liu Yu, vaincre la plupart des dynasties du Nord de la Chine, sans jamais tenter quoi que ce soit contre les Wei qui sont hors de sa portée en raison de leur situation excentrée.
Une fois les troupes du Sud reparties après 420, le nouveau souverain des Wei, Tuoba Tao (423-452) profite de la stabilité et de la relative prospérité dont son État a joui dans les décennies précédentes et de la mort de la plupart des généraux de valeur des dynasties ennemies pour les soumettre chacune à leur tour : les Xia entre 427 et 431 (le coup de grâce leur étant porté par une autre tribu xianbei alliée des Wei, les Tuyuhun), les Yan du Nord en 436, les Liang du Nord en 439. Dans la foulée, ils s'étendirent en direction de l'Asie centrale, soumettant plusieurs royaumes du bassin du Tarim (Karashahr, Kucha). Débuta alors de la domination des Wei sur la Chine du Nord, ne laissant face à eux que la dynastie des Song du Sud, d'origine chinoise, qui occupait la moitié méridionale de la Chine. Dans les années 450-451, Tuoba Tao lance ses troupes vers le Sud, et réussit à investir la vallée de la Huai qui est ravagée, mais bat ensuite en retraite. Il est assassiné en 452 à l'instigation de l'eunuque Zong Ai, qui a été impliqué dans de fausses accusations contre l'héritier présomptif Tuoba Huang, qui avaient sans doute causé indirectement la mort de ce dernier de maladie en 451. Zong Ai met sur le trône un autre prince, Tuoba Yu, qu'il fait rapidement exécuter, avant d'être mis à mort par des hauts dignitaires du royaume qui installent Tuoba Jun (Wenchengdi, 452-465) au pouvoir.

### L'époque des réformes

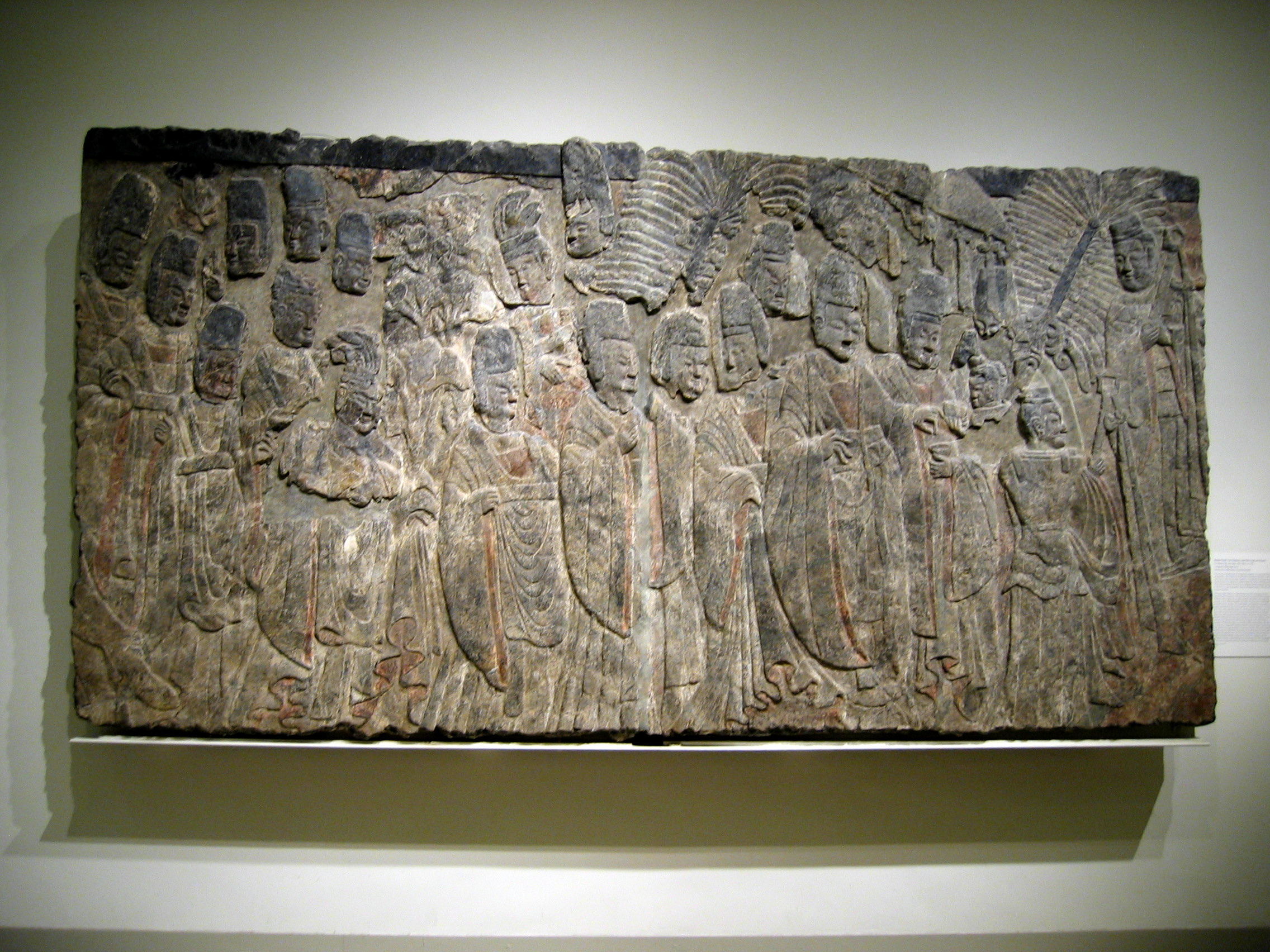
L'empereur Xiaowen et sa cour, bas-relief provenant de Longmen (grotte Binyang centrale, ou grotte n°3), v. 522-523. Metropolitan Museum of Art.

En 465 monte sur le trône Tuoba Hong (Xianwendi, 465-471). Alors âgé de 11 ans, la régence fut assurée par sa belle-mère l'impératrice douairière Feng (ou Wenming), avant qu'il ne prenne lui-même les rênes du pouvoir. Personnalité atypique attiré par les études savantes, Xianwen choisit en 471 de laisser le pouvoir, devenant un empereur retiré, et le trône fut laissé à son fils de 4 ans lui aussi appelé Tuoba Hong (Xiaowendi, 471-499). L'empereur retiré continua à participer aux décisions majeures, mais l'influence de sa belle-mère Feng resta forte, et il entra en conflit avec elle depuis qu'il avait décidé la mise à mort de son amant. C'est à l'instigation de celle-ci qu'il fut empoisonné en 476, lui permettant de devenir une seconde fois régente de l'empire. Dirigeante capable et active tout autant qu'autoritaire, Feng poursuivit la consolidation des structures de l'empire des Wei, entamant une série d'importantes réformes auxquelles Xiaowendi (avec qui elle n'est semble-t-il jamais entrée en conflit) fut progressivement associé à partir de 483, puis seul à partir de 490 quand elle décède. Ces mesures semblent avoir eu pour vocation de transformer la dynastie des Wei en véritable État « chinois », à l'encontre de son héritage « barbare », et sont couramment présentées comme une politique de « sinisation » de l'empire. Cela reflèterait une vision dans laquelle le modèle étatique et culturel chinois serait vu comme un idéal à atteindre. Mais ces mesures pourraient avoir avant tout eu une finalité politique, et leurs conséquences culturelles n'être que secondaires : la domination sur le Nord et ses peuples étant assurée, il s'agirait de poursuivre la transformation de l'empire en État en mesure de réunifier la Chine en soumettant le Sud, en rapprochant son centre du pouvoir de ce dernier et faisant évoluer ses institutions suivant le modèle impérial afin d'attirer les élites chinoises.
Quoi qu'il en soit, les plus importantes mesures prises entre 480 et 499, date du décès de Xiaowendi, sont les suivantes : 
- 480 : limitation du culte « indigène » xianbei (suppression de 1 200 sanctuaires) et institution du culte impérial chinois (mingtang et taimiao) ;
- 483 : interdiction du mariage entre familles de même nom, ce qui reviendrait à favoriser les mariages mixtes (Chinois-Xianbei) ;
- 485 : réforme agraire ;
- 486 : institution du recensement de la population à l'aide d'une administration locale créée à cet effet ;
- 486-489 : adoption du régime chinois des robes, des voitures d'apparat, etc. ;
- 489 : mise en place d'un culte officiel à Confucius[N 1] ;
- 491 : délibération du nouveau Code pénal, promulgué en 492 ;
- 494 : transfert de la capitale de l'extrême nord du Shanxi (résidence des Wei depuis 396) à Luoyang, ancienne capitale des Han (entre autres), en pays proprement chinois dans la plaine centrale ; interdiction des costumes barbares ;
- 495 : interdiction de la langue barbare (xianbei) à la cour sous peine de dégradation ;
- 496 : adoption de noms de famille chinois, la famille impériale Tuoba s'appelant désormais Yuan
- 499 : adoption d'un système de rangs sociaux caractéristique des États chinois.

S'il est du reste difficile de dire dans quelle mesure toutes ces lois furent appliquées, il apparaît qu'elles rencontrèrent des résistances dans l'élite Xianbei, puisque l'empereur fit traduire à leur intention le Classique de la piété filiale en langue xianbei, devant leur faible maîtrise du chinois. Cela alla jusqu'à l'opposition du prince héritier qui refusa de se conformer aux nouvelles lois de sinisation et fut mis à mort en 497.

### L'époque des révoltes
Ces mesures lourdes sont donc vues par une partie de l'élite xianbei comme un reniement de son identité, et suscitent un mécontentement important. Cela se renforce dans les premières années du VIe siècle qui voient leurs effets se manifester de plus en plus clairement, se traduisant en particulier par une coupure grandissante entre les généraux et les troupes établies dans les garnisons de la frontière Nord de l'empire, région qu'ils considèrent comme leur foyer où ils se sentent délaissés et déclassés, et les élites xianbei sinisées et leurs alliés Chinois vivant à Luoyang. L'incompréhension croissante entre les deux se transforme peu à peu en tensions, et l'explosion se produit en 523 à la suite d'une crise autour de l'approvisionnement des garnisons du Nord, qui se soulèvent : c'est la révolte des « Six garnisons », d'après les six postes frontaliers qui en sont à l'origine. Elle s'embrase d'abord autour de l'avant-poste de Gaoque, autour de Poliuhan Baling, d'origine Xiongnu, puis s'étend sur toute la frontière nord, où les soldats des garnisons sont forcés de choisir entre la révolte et le loyalisme, s'organisant en groupes armées autour de leurs chefs. Poliuhan Baling et ses troupes sont finalement vaincus en 525 par Anagui le khan des Ruanruan qui est venu appuyer les Wei, mais d'autres groupes de révoltés subsistent comme celui de Xianyu Xiuli issu de la garnison de Huaishuo, remplacé après sa mort par Ge Rong, et Du Luozhou venant de celle de Rouxuan.
La stabilité remarquable qui avait permis aux Wei du Nord de faire de leur empire un des plus puissants depuis la chute des Han s'effondre alors. En 528, Ge Rong élimine Du Luozhou, l'autre grand chef rebelle, s'empare de ses armées, et met le siège devant Ye. La cour tombe à son tour dans les troubles, avec l'assassinat de l'empereur Xiaomingdi à l'instigation de l'impératrice douairière Hu, qui place sur le trône un empereur fantoche, Yuan Zhao. Cela entraîne le soulèvement d'Erzhou Rong, un général d'ethnie Qifu, qui prend Luoyang, tue l'empereur et l'impératrice douairière puis massacre une grande partie de l'aristocratie de la capitale, avant d'éliminer Ge Rong. Les années qui suivent voient les troubles se poursuivre : Erzhu Rong vainc le prince Yuan Hao qui bénéficie de l'appui de la dynastie méridionale des Liang, avant d'être mis à mort à son tour en 530 à l'instigation du prince Yuan Ziyou, qui monte sur le trône sous le nom de Xiaozhuangdi. Quelques mois plus tard, il est tué en représailles par Erzhu Zhao, le neveu d'Erzhu Rong, qui se taille un domaine dans l'actuel Shanxi, installant un nouvel empereur, Yuan Ye, à Bingzhou, pour le faire déposer peu après.

### La division

La situation politique de la Chine vers 546, après la division du Nord entre les Wei de l'Est et les Wei de l'Ouest.

Quand environ 100 000 sujets d'Erzhu Zhao demandent à quitter son royaume frappé par la disette, ils sont accueillis dans le Hebei par Gao Huan, le préfet de Jinzhou, qui voit en eux un moyen de renforcer sa position alors que l'influence de la cour des Wei est en pleine décrépitude. Il se constitue une armée avec laquelle il défait le clan des Erzhu et dépose l'empereur qu'ils avaient mis en place, Yuan Gong/Jiemindi, le remplace par Yuan Lang/Houfei qu'il fait déposer et tuer peu après, installant à sa place Yuan Xiu/Xiaowudi. Ce dernier choisit de s'enfuir en 532 à Chang'an, dans l'Est de l'empire et hors de portée de Gao Huan. Cette ville était occupée par un groupe de soldats issus de la garnison de Wuchuan, qui avaient servi Erzhu Rong, dirigés par Yuwen Tai, d'origine Xiongnu mais dont la famille est depuis longtemps au service des Tuoba. L'empereur Wei se retrouve aussitôt placé sous la coupe de son hôte. Plutôt que de fonder leur propre dynastie malgré la perte de pouvoir des princes des Wei du Nord, les deux grands généraux rivaux préfèrent conserver des souverains fantoches : Gao Huan prend sous sa tutelle un autre prince des Wei, Yuan Shanjian, qu'il fait empereur en 534 et établit à Ye, Luoyang étant trop dévastée pour servir de capitale, tandis que Yuwen Tai fait empoisonner Xiaowudi en 535 pour le remplacer par un empereur à sa botte, Yuan Baoju, ce qui marque la fin de la dynastie Wei du Nord.
L'empire des Wei du Nord est alors divisé en deux entités rivales, connues sous le nom de Wei de l'Est et Wei de l'Ouest. Si le premier est en principe plus puissant que le second par le fait qu'il domine des régions plus riches et plus peuplées, le sort des armes ne lui est pourtant pas favorable : en 537, Gao Huan essuie une lourde défaite quand il tente de soumettre l'Ouest. Il meurt en 547, sans avoir pu reconstituer l'empire des Wei du Nord. Son fils Gao Yang choisit en 550 de destituer l'empereur des Wei, et de monter en personne sur le trône, fondant la dynastie des Qi du Nord. À l'ouest, c'est de la même manière que le fils de Yuwen Tai, Yuwen Jue, devient le premier empereur des Zhou du Nord en 557, même si de fait le pouvoir est exercé par son cousin Yuwen Hu qui fait et défait les empereurs dans les années qui suivent, avant d'être tué en 570 à l'instigation d'une de ses créatures, Yuwen Yong. Ce dernier consolide les structures des Zhou du Nord, en particulier son armée, qui devient plus puissante que celle des Qi du Nord, qu'il soumet en 577.
Ce n'est pourtant pas le lignage de Yuwen Tai qui profite de ses succès, car après sa mort en 578 son empire tombe sous la coupe d'un de ses principaux généraux, Yang Jian, qui fonde en 581 la dynastie Sui puis réunifie la Chine en 589 quand ses troupes soumettent le Sud (alors dominé par la dynastie Chen).

## Gouvernement et société

### Empereurs, impératrices et successions
Émergeant dans le contexte troublé des Seize Royaumes, la dynastie des Wei du Nord est représentative des royaumes de cette époque : elle est fondée par un groupe d'origine non-Han, les Tuoba d'ethnie Xianbei, regroupés autour d'un chef tribal, portant peut-être à l'origine le titre de qaghan ou khan courant parmi les peuples des Steppes nordiques. Traditionnellement, le successeur du chef était désigné parmi ses frères, et suivant le principe du levirat il épousait les veuves du défunt (le sororat semble avoir également été de mise) ; dans quelques cas les successions se font d'oncle à neveu, de neveu à oncle, ou entre cousins. En pratique, le nouveau chef devait être choisi en fonction de ses capacités à diriger, notamment au combat, ce qui entraînait des compétitions pour le pouvoir au moment des successions. Cela explique la présence de grands guerriers parmi les premiers souverains Wei du Nord, notamment Tuoba Gui et surtout Tuoba Tao, qui connaît un succès sans précédent puisqu'il élimine les autres royaumes septentrionaux, ce qu'aucun autre monarque « barbare » n'avait su faire avant lui. Avec l'adoption des traditions chinoises à la fin du IVe siècle, la primogéniture mâle devint le principe successoral officiel de la dynastie : s'imposa alors l'habitude de désigner un prince héritier présomptif (taizu), ce qui impliqua par ailleurs de désigner une épouse principale du souverain, l'impératrice (huanghou) mère de l'héritier présomptif (sa seule désignation suffisant parfois à désigner l'héritier), alors qu'auparavant aucune épouse ou concubine n'était distinguée. Le principe de primogéniture mâle fonctionna remarquablement à partir du début du Ve siècle, en dépit de féroces compétitions pour le pouvoir entre frères, cousins et neveux/oncles, et de phases de successions souvent difficiles, qui semblent être liées à plusieurs autres pratiques spécifiques attestées à plusieurs reprises au sein de la famille impériale des Wei du Nord, le matricide et le retrait du pouvoir de l'empereur. La stabilisation des pratiques successorales semble avoir été un préalable aux réformes administratives importantes entreprises par les Wei dans la seconde moitié du Ve siècle.
Les premiers Tuoba contractaient souvent des alliances matrimoniales avec d'autres grands lignages des peuples du Nord, les Liu (Xiongnu), les Murong et les Helan (Xianbei). Les Tuoba ont par ailleurs à plusieurs reprises pratiqué la mise à mort de la mère de l'héritier présomptif, lorsque celui-ci était désigné. Il n'est pas clair s'il s'agissait d'une vieille coutume de ce peuple ou bien si ce fut un procédé adopté afin de limiter le pouvoir des impératrices en empêchant que le souverain régnant soit trop influencé par sa mère. En tout cas cette coutume fut controversée, temporairement supprimée, notamment par Xiaowen qui avait été choqué par la mise à mort de sa jeune épouse juste après la naissance de son fils aîné. Mais elle ne fut jamais abandonnée définitivement, sans doute parce qu'elle était utile dans le cadre des luttes de pouvoir. Par ailleurs, une contrepartie de ce principe fut de nommer des mères nourricières des héritiers, qui purent jouer un rôle important, à l'image de la Dame Chang, mère-nourricière de Wenchengdi, qui la nomma impératrice douairière, et qui plaça de nombreux membres de son clan à des postes élevés. Par la suite l'impératrice douairière Feng, d'origine Han (c'était une descendante des souverains des Yan postérieurs) joua à son tour un grand rôle dans les affaires du royaume, participant activement à la politique de sinisation, et encore après l'impératrice douairière Hu. L'aspect cosmopolite de l'élite de l'empire fut cependant maintenu voire élargi, l'impératrice de Xiaowendi, mère de Xuanwudi, étant une princesse du royaume coréen de Koguryo.
Par ailleurs, à plusieurs reprises des empereurs des Wei du Nord, choisirent de se retirer nominalement du pouvoir impérial et de transmettre le pouvoir à leur héritier désigné, qui était alors encore jeune. Le premier à faire cela fut Xianwendi en 471, alors qu'il n'avait lui-même autour de 16 ans et que son fils héritier, le futur Xiaowendi, en avait 4, après une période de luttes pour le pouvoir qui avait affecté son début de règne. L'empereur retiré ne cessait pas d'exercer le pouvoir : il résidait alors dans un palais situé à l'écart du palais impérial mais toujours dans la capitale, d'où il gérait les affaires de l'empire, et son fils empereur continuait de lui rendre hommage chaque mois. Il s'agissait manifestement d'une mesure visant à faciliter les phases de succession, qui étaient régulièrement des phases périlleuses pour les héritiers désignés, et fut sans doute un moyen d'assoir la pratique de la succession par primogéniture, peut-être aussi une façon de dégager l'empereur retiré des obligations rituelles liées à la fonction impériale et de lui permettre de se consacrer plus aux tâches administratives,.

### Les élites militaires et administratives
L'élite des débuts de l'empire des Wei était dominée par les Xianbei, surtout le clan des Tuoba. Elle fut en fait assez rapidement d'origines plurielles, hybride, notamment à la suite de la défaite des premières victimes de l'expansion des Wei (tribus Dugu, Helan, Murong, des Xiongnu, et des Han souvent mêlés aux peuples du Nord) et d'union matrimoniales entre les élites des différentes ethnies composant l'empire, qui servirent à consolider le pouvoir des Wei, regroupées de gré ou de force avec leurs richesses autour de la capitale, Pingcheng, et des garnisons proches. Ce groupe est parfois désigné dans les textes comme les « gens du pays/royaume » (guoren), une élite sociale créée par les Tuoba en même temps que l'État Wei. La haute administration comprenait également des lettrés d'origine Han employés pour organiser leur État sur un modèle chinois. Tuoba Gui avait ainsi employé Cui Hong (m. 418), issu du prestigieux clan des Cui de Qinghe, qui fut son conseiller lorsqu'il prit le nom dynastique de Wei au lieu de Dai et réorganisa son administration. Ses successeurs Tuoba Si et Tuoba Tao firent à leur tour appel à un représentant de ce lignage, Cui Hao (m. 450), qui participa notamment à la rédaction d'un nouveau code de lois. Mais ces personnages étaient choisis au regard de leurs capacités plus que de leur origine sociale, et beaucoup étaient d'extraction modeste. À l'opposé, les notables provinciaux, d'ethnie Han, et élites tribales non-Han non liées aux Tuoba, étaient à l'écart des postes les plus importants, car ils n'avaient pas de lien avec le pouvoir central. L'empereur Xiaowendi, au cours de ses réformes, semble avoir ensuite tenté de réorganiser l'élite de l'empire autour d'un cercle de familles, d'origines ethniques diverses, distinguées avant tout en raison de leurs liens passés avec la famille impériale (par des mariages, des services) ou le prestige de leur lignée, qu'il classait parmi les rangs les plus élevés de la société et autorisait à contracter des mariages avec la famille impériale (avant tout ses frères). Parmi les ministres importants de cette période, il convient de distinguer Li Chong, du clan des Li de Longxi, proche de l'impératrice douairière Feng, qui supervisa un nouveau code de lois, réforma la fiscalité et participa à la planification de la reconstruction de Luoyang.
Les institutions des Wei du Nord étaient organisées suivant le modèle fourni par les États antérieurs de la période de division, eux-mêmes inspirés par les Han, donc d'inspiration chinoise. L'administration centrale reprenait l'organisation traditionnellement constituée du Secrétariat impérial (zhongshu sheng), de la Chancellerie (menxia sheng), les principaux centres de décision (surtout le second), conseillant l'empereur, et le Département des Affaires d’État (shangshu sheng) qui pilotait les ministères (cao), au nombre et aux fonctions variables. Les principaux bureaux administratifs et l'état-major de l'armée étaient dirigés par des hauts personnages, parmi lesquels on distinguait les « Huit Ducs » (bagong ; c'est une originalité des Wei, car traditionnellement on en distinguait trois), qui étaient aussi les principaux conseillers de l'empereur. Dans les faits, ce modèle institutionnel ne fut jamais strictement appliqué, puisque les conditions d'exercice du pouvoir varient suivant les situations, en fonction du profil du gouvernant (chef de guerre, jeune empereur non guerrier, impératrice douairière, régent).
L'administration provinciale reposait autour de provinces (zhou) subdivisées en commanderies (jun) puis en districts (xian), organisation territoriale à côté de laquelle existait celle des chefs tribaux (qiuzhang), dirigeant les groupes nomades ou semi-nomades, Xianbei ou autres (c'était le cas de la famille d'Erzhu Rong, qui était par ailleurs détentrice d'un gouvernement provincial). Mais la constitution de l'administration locale est mal connue. Durant la réforme agraire et fiscale de 486, fut créée l'institution des « trois notables » (sanzhang), élites locales choisies pour assurer le recensement de la population et la levée des impôts, organisées comme leur nom l'indique sur trois niveaux, voisinage (liang), village (li) et communauté (dang) : dans chaque unité territoriale se trouvaient un chef de voisinage (linzhuang), encadrant des groupes de cinq foyers, un chef de village (lizhang) encadrant cinq voisinages et un chef de communauté (dangzhang) encadrant cinq villages. Les chefs de clans (zongzhu) jouaient un rôle important dans l'administration locale, supervisant souvent les unités des trois notables.
Ayant réussi à constituer un État plus stable que ceux qui l'avaient précédé durant la période des Seize Royaumes, les Wei réussirent à la suite de leurs différentes réformes à modifier la structure de leur empire, reposant de moins en moins sur son élite nomade et reprenant plus les aspects d'un empire chinois traditionnel, reposant sur la légitimité dynastique, et moins les relations personnelles et le sort des armes. Le changement de capitale et la réorganisation de l'armée furent néanmoins fatales à cet empire, et les révoltes des années 520 le firent retomber dans un schéma habituel durant l'époque de division, dans lequel la succession des combats favorise l'ascension de chefs de guerre, souvent d'origine non-Han à même de prendre le pouvoir et d'instaurer une nouvelle dynastie (Erzhu Rong, Gao Huan, Yuwen Tai) elle-même marquée par l'instabilité car dépendant du succès militaire. Les réformes de « sinisation », quel qu'en ait été leur but, ne donnèrent pas naissance à une nouvelle élite culturellement « chinoise », celle-ci restant hybride, et créèrent en plus une ligne de partage entre ceux qui étaient réceptifs à la sinisation (que l'on commença à désigner à cette période sous le terme de « Han ») et ceux qui y étaient rétifs, ce qui revenait souvent à opposer civils et militaires, tendance forte sous les Qi du Nord et Zhou du Nord.

### Les garnisons militaires
Les Wei du Nord ont connu leur succès en s'appuyant sur une armée puissante, formée au IVe siècle au cours de luttes contre les autres peuples de la steppe, qui leur ont permis de se tailler un territoire important dans celle-ci, et d'incorporer à leur armée de nombreux soldats et des chevaux, servant de base à leur puissance. L'armée est contrôlée par l'élite militaire xianbei, et comprend aussi des éléments issus des autres peuples des steppes, mais reste assez peu sinisée. Elle est essentielle dans le contrôle du territoire impérial, qui repose sur un maillage de garnisons militaires.
À partir du moment où la capitale est déplacée à Luoyang dans la Plaine centrale chinoise, loin de la steppe, l'armée est divisée entre les garnisons intérieures établies au pourtour de la nouvelle capitale, divisées en quatre divisions dirigées depuis Luoyang par le Bureau des gardes de protection (hujun fu), et celles qui sont laissées pour garder la frontière Nord, face aux Ruanruan, appelées les « Six garnisons » (liuzhen) d'après le nom des six principaux camps militaires (d'est en ouest : Woye, Huaishuo, Wuchuan, Fuming, Rouxuan et Huaihuang), établis en Mongolie Intérieure et au Hebei, au cœur de zones de pâtures très disputées et essentielles pour la puissance militaire. Les troupes étaient constituées essentiellement de Xianbei, qui occupaient les fonctions de direction, et d'autres peuples turcophones comme les Gaoju et les Xiongnu qui préservaient leur organisation tribale et leur mode de vie nomade tout en étant attachés aux garnisons, ainsi que des Man qui avaient été déportés depuis le Sud de l'empire. Des paysans chinois y avaient été installés afin de produire la nourriture nécessaire à l'entretien des troupes, suivant le principe des colonies militaires (tuntian) hérité de l'empire des Cao-Wei, ainsi que des administrateurs issus des élites locales chinoises. Les garnisons contrôlaient des fortins secondaires (shu). Leur fonction était au départ surtout de servir de bases pour des expéditions préventives face aux Ruanruan, puis elles furent de plus en plus confinées à un rôle défensif.
Les archéologues ont repéré en Mongolie Intérieure plusieurs fortins situés sur la frontière Nord et datant sans doute de cette période, qui n'ont cependant que rarement fait l'objet de fouilles. Buzigucheng (Wuchuan ?), Tuchengzi (Fuming ?), Tuchengliang (Rouxuan ?), Shiziwan, Tuchengzi sont des établissements quadrangulaires de 130 à 800 mètres de côté, protégés par une muraille en terre damée et des tours sur chaque côté. À Shiziwan a été repérée une terrasse (45 × 85 m) ayant sans doute supporté un édifice administratif. Le plus important de ces sites est Chengkulue, près de Baotou, qui pourrait correspondre à l'ancienne garnison de Huaishao, contrôlant le principal axe de communication allant du nord vers le sud dans la région. Il est plus vaste (1 300 × 1 100 m), établi sur une hauteur, son enceinte comprend cinq côtés et est défendue par des tours situées aux portes et aux angles.
Les communautés des garnisons du Nord furent peu à peu mises à l'écart par l'élite de l'empire établie à Luoyang. Lors d'une réorganisation du système de rangs sociaux, les soldats des garnisons, issus souvent de familles illustres des tribus xianbei, furent mis dans la même catégorie que les groupes serviles de leurs communautés, descendants de prisonniers déportés. Pourtant les soldats de l'élite xianbei des garnisons du Nord restèrent fidèles au pouvoir central, puisque la révolte des Six garnisons, survenue dans un contexte de sécheresse et de disette, semble surtout avoir été le fait de soldats de second rang des fortins et non pas des postes de commandement, et comprenait au départ surtout des Xiongnu et Gaoju, avant de s'étendre à la suite de l'échec d'une expédition de représailles contre les Ruanruan. La plupart des fortins et des garnisons sombrèrent dans la révolte, et une grande partie de leur population s'enfuit en direction de Luoyang, propageant la révolte plus loin. Le système des Six garnisons s'effondra dans ces années, précédant de peu l'empire, et c'est parmi ses anciens soldats que se formèrent l'élite militaire des Wei de l'Est, autour de Gao Huan, originaire de Huaishuo, et des Wei de l'Ouest, autour de Yuwen Tai et sa clique issue de la garnison de Wuchuan, comprenant également les ancêtres des fondateurs des dynasties Sui et Tang.

### Les réformes agraires
Les Wei du Nord mirent en place à partir des années 470 une politique de dotation des monastères bouddhistes en terres et en hommes (serfs et esclaves pris parmi les condamnés ou les prisonniers de guerre) sur des terres laissées en friche, souvent sur les terroirs les plus secs où seul le millet poussait convenablement. Il était attendu que les produits de ces domaines puissent notamment être employés en période de famine, suivant l'idéal de charité bouddhiste qui devait alors se substituer aux mesures de protection traditionnellement dévolues aux États.
En 485-486, période des grandes réformes de l'empereur Xiaowen, fut initiée la politique des « champs égalitaires » (juntian) : les domaines étatiques furent divisés en lots concédés à des paysans suivant la taille de leur maisonnée, charge à eux de payer en échange des taxes au gouvernement, sous peine de se voir confisquer les terres qui restaient la propriété de l’État. Le but de cette mesure était sans doute la mise en culture de nouvelles terres, et peut-être aussi de lutter contre la concentration des terres au profit des aristocrates. Bien que reprise avec quelques modifications par les royaumes postérieurs, jusqu'aux Tang, elle n'a sans doute jamais été appliquée à grande échelle.

### Lois et fiscalité
Des extraits des lois des Wei du Nord figurent parmi les livres juridiques du Livre des Sui. Il semblerait qu'ils aient apporté des innovations notables aux anciens recueils de lois. Au fil du temps, les codes furent de plus en plus détaillés et complexes, mais il est difficile de déterminer si toutes leurs prescriptions ont été appliquées car on sait que beaucoup de décrets restaient sans suite durant cette période troublée. Les spécialistes des lois réfléchissaient sur la dureté des lois à appliquer, les peines d'exécutions massives de lignages étant critiquées par les groupes tribaux du Nord, aboutissant chez les Wei à leur allègement puis leur suppression, tandis qu'on étendait la possibilité de racheter ses crimes par des amendes lourdes ; la répression de la corruption, l'usage de la torture lors des interrogatoires étaient également l'objet de discussion.
La situation politique troublée et les nombreux changements de gouvernement avaient abouti au désordre des finances publiques. Les armées nécessitant beaucoup de revenus, on usait souvent d’expédients en fonction des besoins. Une partie de la population échappait aux impôts pour des raisons diverses : certains aristocrates et monastères bénéficiaient d'exemptions. Les prélèvements existant à cette période étaient divers : un impôt foncier évalué en fonction de la surface cultivée, des impôts par tête (évalués par personne, ou foyer, mais pesant aussi sur les esclaves ou les bœufs), des contributions en tissus (soie surtout), les taxes commerciales prélevées aux marchés. S'y ajoutaient diverses corvées. Selon les textes sur la période de division, les impôts étaient en général plus lourds en Chine du Nord qu'au Sud, même si la réforme agraire des Wei septentrionaux a sans doute allégé la charge.

### Les capitales
La première capitale de la principauté de Dai et des Wei du Nord est Shengle, située au nord-ouest de Horinger en Mongolie Intérieure. Les Xianbei s'y établissent en 258 sous Tuoba Liwei. En 313, Tuoba Yilu entreprend des travaux dans la ville, y érigeant une muraille rectangulaire. Par la suite la ville est rebâtie à deux reprises sur des sites au sud du premier établissement, en 337 puis en 340. On suppose que les villes murées sont surtout occupées par des Chinois, les Xianbei restant à ces périodes avant tout nomades. Dès 313, une capitale méridionale des Xianbei est établie à Pingcheng, près de Datong dans le Shanxi. Les Wei du Nord en font leur seule capitale en 399. Le site a fait l'objet de fouilles superficielles, qui ont permis de repérer l'organisation classique des villes du Haut Moyen Âge chinois : la ville est divisée entre une zone palatiale au Nord, et une ville résidentielle au Sud, divisée en quartiers isolés, comprenant des parcs et de nombreux temples.

Plan schématique de Luoyang sous les Wei du Nord, au début du VI, d'après les fouilles et les textes de l'époque.

En 494, Xiaowen décide de déplacer sa capitale à Luoyang, dans le cadre de sa politique de sinisation du royaume, car c'est une ancienne capitale des Han et des Jin occidentaux, mise à sac en 311 à la chute de ces derniers et en ruines depuis. La planification est d'ailleurs confiée à Li Chong, un Han. Le plan repose sur celui de l'ancienne ville Han, et semble aussi inspiré par le modèle de Jiankang, la capitale des dynasties du Sud. Luoyang est donc une (re-)fondation artificielle, l'exemple le plus manifeste de la fonction essentiellement politique des villes-capitales du Nord durant l'époque de division. De puissantes murailles furent érigées, protégées par des bastions en certains endroits, ainsi que par de véritables citadelles au nord-ouest, servant peut-être de résidences surveillées pour les empereurs déposés. La zone centrale, défendue par ses propres murailles, comprenait de manière classique plusieurs palais, les secteurs administratifs, les résidences de la famille impériale ainsi que des temples. La ville extérieure, s'étendant surtout à l'ouest et à l'est de la partie centrale en raison de la présence d'une rivière au sud et de collines au nord, disposait elle aussi de murailles, s'étendait sur un très vaste espace puisqu'elle comprenait 220 quartiers, ainsi que deux grands marchés ; la zone sud comprenait l'Académie impériale, des espaces rituels, ainsi que les quartiers des étrangers, qui donnaient une coloration cosmopolite à la cité.
Peuplée par les habitants déplacés depuis Pingcheng et de plusieurs villes provinciales, Luoyang était dominée dans sa vie comme dans son paysage par le secteur impérial et administratif, qui dirigeait de nombreux ateliers publics, occupant des quartiers spécifiques et travaillant pour les besoins du royaume et de ses élites (fonderies, ateliers de tissage, de céramique, de travail du bois, de production d'alcool, orfèvrerie, etc.). Les aristocrates habitaient de vastes résidences, signalées par leurs grandes portes, et disposant de plus en plus de jardins que goûtaient particulièrement les élites de l'époque. La pléthore de monastères bouddhistes qui y avaient été érigés était l'autre grande caractéristique du paysage de cette capitale, dont le Mémoire sur les monastères bouddhistes de Luoyang de Yang Xuanzhi a laissé une longue description. Les grandes fêtes bouddhistes étaient des événements majeurs de la vie de cette cité. Le secteur impérial, l'aristocratie et les monastères tiraient leurs revenus de domaines situés autour de la capitale et travaillés par des dépendants et esclaves qui avaient été eux aussi implantés de force au moment de la refondation de la capitale, confirmant l'aspect artificiel de celle-ci, entièrement lié à la volonté du gouvernement. La splendeur de Luoyang fut d'ailleurs courte, à peine une trentaine d'années : elle fut mise à sac en 528 lors de la rébellion d'Erzhou Rong, et en 534 les Wei de l'Est s'établirent à Ye, après avoir démantelé le palais, et dans les années suivantes elle tomba en ruines.

### Religion et pouvoir

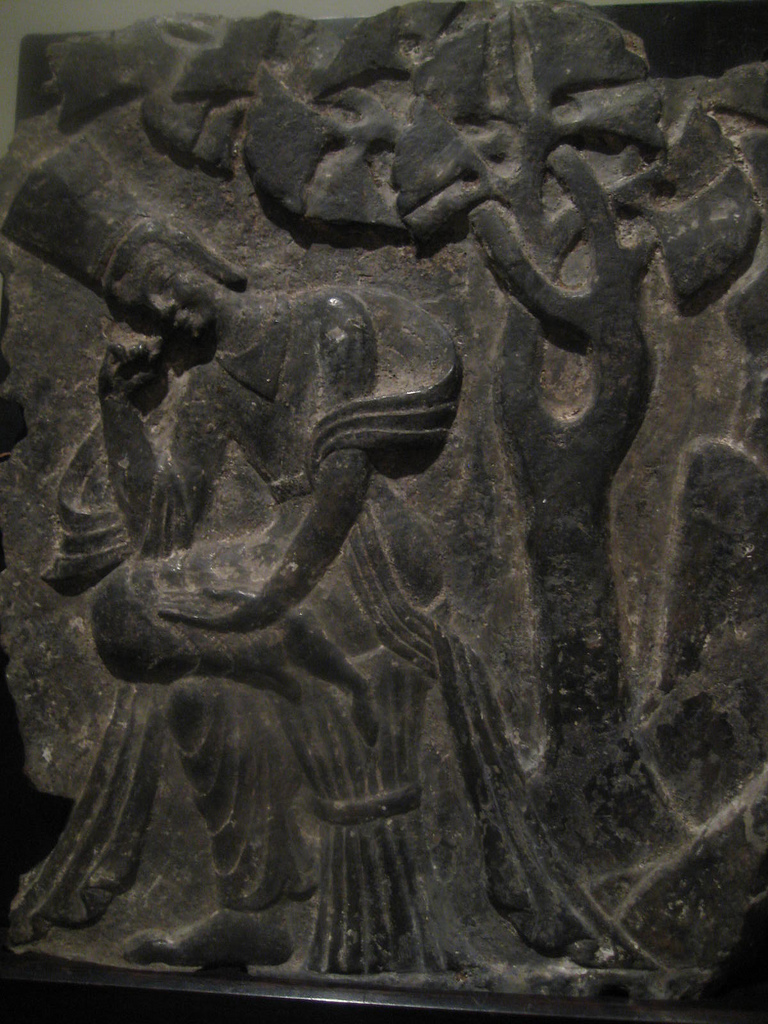
Fragment de stèle représentant le bouddha Maitreya en méditation, période des Wei du Nord, début du VI, Honolulu Academy of Arts.

Les premiers temps des Wei du Nord sont marqués du point de vue religieux par l'importance des traditions des Steppes. Les Xianbei pratiquent de nombreux cultes sacrificiels spécifiques qui diffèrent de la tradition chinoise, notamment des sacrifices sanglants d'animaux (chevaux, bœufs) voués à des divinités célestes et royales. Les textes mettent aussi en exergue le rôle des femmes shamanes qui officient dans les principaux cultes, y compris le sacrifice au Ciel dans les faubourgs occidentaux de la capitale, une institution majeure de la religion officielle des empires chinois. Leur rôle n'est pas cantonné aux rituels officiels puisqu'elles pratiquent des exorcismes, divers sacrifices, de la magie, de la divination, etc. Mal vues des lettrés chinois, leurs activités furent limitées, notamment en 480 quand Xiaowen réduisit le nombre de sites et rites sacrificiels, mais elles conservèrent malgré tout un rôle notable, et on en trouve encore à la fin du VIe siècle sous la dynastie Sui.

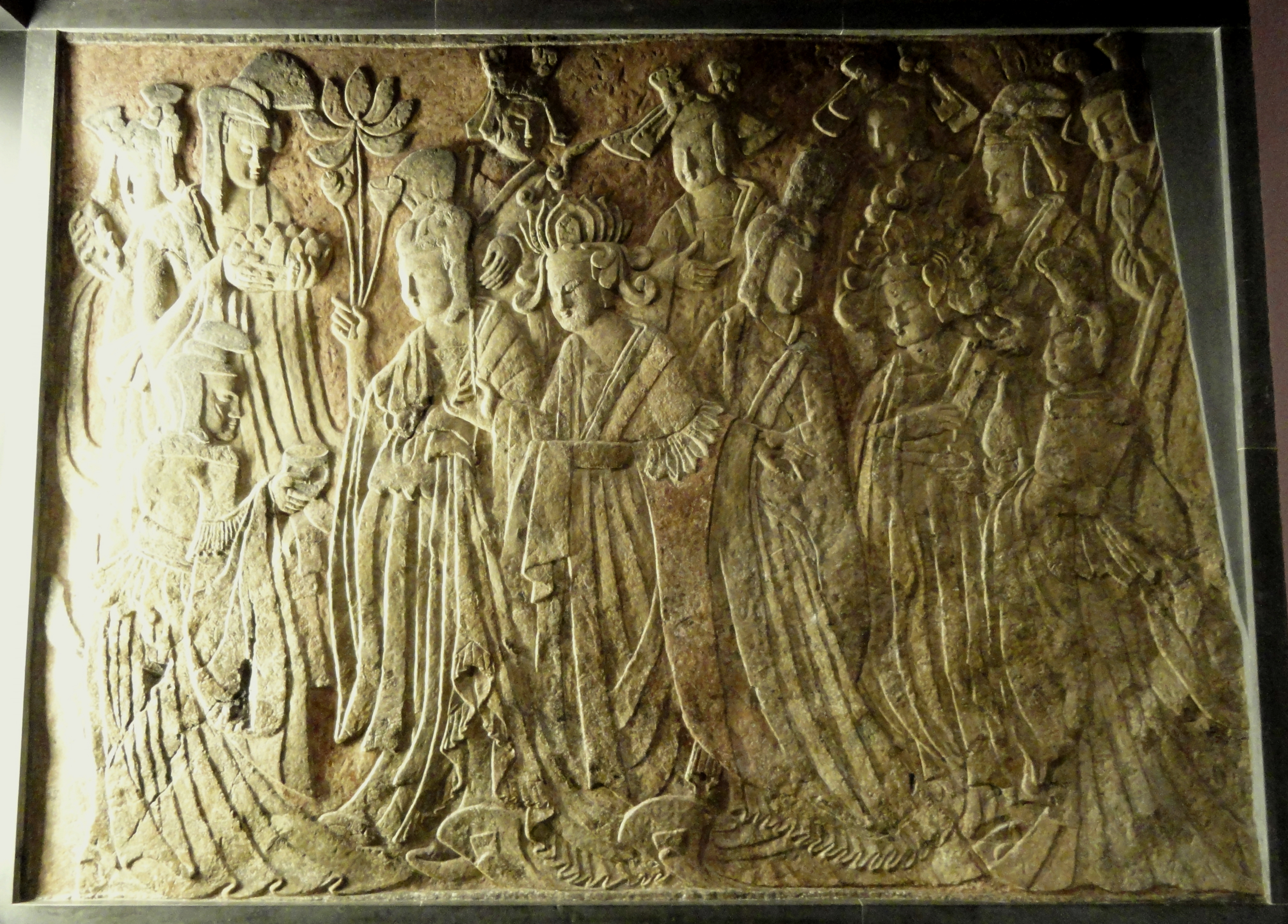
Procession conduite par l'impératrice douairière Hu, connue notamment pour son rôle dans le patronage des temples et du culte bouddhistes. Bas-relief de la grotte centrale de Binyang (ou grotte n°3, Longmen, Henan), v. 522-523. Nelson-Atkins Museum of Art.

Les souverains Tuoba ont cependant rapidement manifesté un intérêt pour les religions en vogue chez les lettrés chinois, le taoïsme et le bouddhisme qui avait connu un important essor à l'époque des Seize Royaumes, qui avait vu l'introduction en Chine de plusieurs écoles mahayana originaires d'Inde, notamment le culte du Bouddha Maitreya, en plus de celui du Bouddha historique Shakyamuni. Le fondateur Tuoba Gui/Daowu instaura une politique d'encadrement des institutions religieuses par l'administration impériale que ses successeurs devaient suivre scrupuleusement. Tuoba Tao/Taiwu, fut un grand promoteur du taoïsme, sous l'influence de son conseiller Cui Hao qui l'introduisit aux idées de Kou Qianzhi (365-448), rénovateur du courant de la secte des Maîtres célestes, souhaitant la fondation d'un empire taoïste, qu'il invita à la capitale avec ses disciples. L'empereur finança la création de lieux de culte taoïstes dans les principales villes provinciales, y entretenant des prêtres, ce qui aboutit à la constitution du premier réseau important de lieux de culte de cette religion. Renforcé par ses victoires, Taiwu se tourna de plus en plus vers le taoïsme, recevant une initiation, et proclama à partir de 442 plusieurs mesures contre le bouddhisme, accusant les moines de cette religion de préparer des révoltes contre lui. Celle de 446 fut la plus brutale, prévoyant la destruction des sutras, lieux de culte, et l'exécution des moines. Son successeur Wenchen/Tuoba Jun rétablit dès sa montée sur le trône en 552 le culte bouddhiste tout en l'encadrant fortement, avec notamment la refonte du « Bureau d'inspection des mérites » (zhaoxuan cao) servant à contrôler le clergé bouddhiste, sous la direction du moine Shixian, puis celle de Tanyao, dont l'empereur était proche. Ce dernier obtint l'autorisation de construire des cellules de moines sur le site de Yungang, dans la banlieue de la capitale d'alors, Pingcheng (Datong), et de les orner de sculptures monumentales, initiant la constitution d'un des plus importants sanctuaires rupestres bouddhistes de Chine du Nord. L'essor du bouddhisme fut sans doute spectaculaire à cette période, comme en témoigne l'essor des fondations pieuses faites par de riches laïcs souhaitant obtenir ainsi une meilleure vie future. Bien que favorable au bouddhisme (tout en étant par ailleurs initié au taoïsme), Xiaowen encadra l'inflation de ces donations, des lieux de cultes, ainsi que celle des vocations de moines et de nonnes, y compris parmi le milieu des élites. Leur nombre était jugé excessif, il y eut une campagne de laïcisation forcée en 486 puis par la suite à un contrôle des ordinations, puis sous le règne de Xuanwu (soutenu par le chef des moines Huishen) une interdiction de la construction de nouveaux monastères de taille réduite (moins de 50 moines) et aussi les prêts par les moniales. Cette emprise du pouvoir politique sur le clergé bouddhiste n'empêcha pas la présence de moines errants non rattachés à une institution, et suscita des critiques, formulées notamment dans le texte appelé Sutra du roi d'humanité (Renwang jing), réflexion sur les rapports entre pouvoir et clergé enjoignant au roi de défendre la communauté bouddhiste mais opposée à l'enregistrement des moines par l’État et à leur service dans l'administration.
Lors de la refondation de Luoyang en 499, on y reproduisit à l'identique les constructions religieuses présentes dans la capitale déchue, mais en plus monumental. Le temple taoïste principal fut ainsi érigé au sud de la ville et son culte fut fastueux. Mais le paysage religieux de la capitale était nettement plus marqué par l'emprise des lieux de culte bouddhistes, comme le met en avant le Mémoire sur les monastères bouddhistes de Luoyang de Yang Xuanzhi rédigé après la destruction de la ville pour célébrer sa grandeur passée. Suivant cet ouvrage, il y aurait eu la bagatelle de 1 367 temples bouddhistes dans la ville, et il en décrit une cinquantaine, les plus somptueux, des fondations impériales ou aristocratiques. Le plus important, le monastère impérial de la Paix éternelle (Yongning si) fut édifié en 515-520 sous les auspices de l'impératrice douairière Hu, dont la grande pagode passait pour la plus haute de son temps. Par ailleurs, pour faire écho aux grottes de Yungang, un lieu de culte rupestre fut construit au même moment dans les alentours de Luoyang, sur le site de Longmen. Les laïcs, associations religieuses et moines qui y vouent des statues expriment l'importance qu'a pris le bouddhisme en Chine du Nord. Le Sutra de Vimalakirti (Weimo jing en chinois) très en vogue à cette période à la suite de sa traduction par le moine Kumarajiva en 406, présente la figure du laïc idéal Vimalakirti (Weimojie en chinois) qui comprend parfaitement les enseignements du bouddhisme mahayana et véhicule des valeurs morales proches du confucianisme, ce qui garantit sa popularité chez les élites chinoises. L'impératrice douairière Hu fut également à l'initiative du voyage des moines Song Yun et Huisheng et de leurs compagnons, qui partirent de Luoyang en 518 pour rejoindre l'Afghanistan et le Nord du Pakistan, et revinrent en 522 avec 170 écrits bouddhistes.

## Architecture et art

### L'art bouddhique
Au IVe siècle a lieu un vaste mouvement de traductions en chinois des textes religieux bouddhiques. De plus, l'unité de l'empire des Wei du Nord favorise la diffusion du Bouddhisme, qui est adopté par la suite comme religion officiel de la dynastie. C'est dans  ce contexte que se développe l'art bouddhique en Chine. Celui-ci connaitra plusieurs formes d'expressions.

#### Les temples

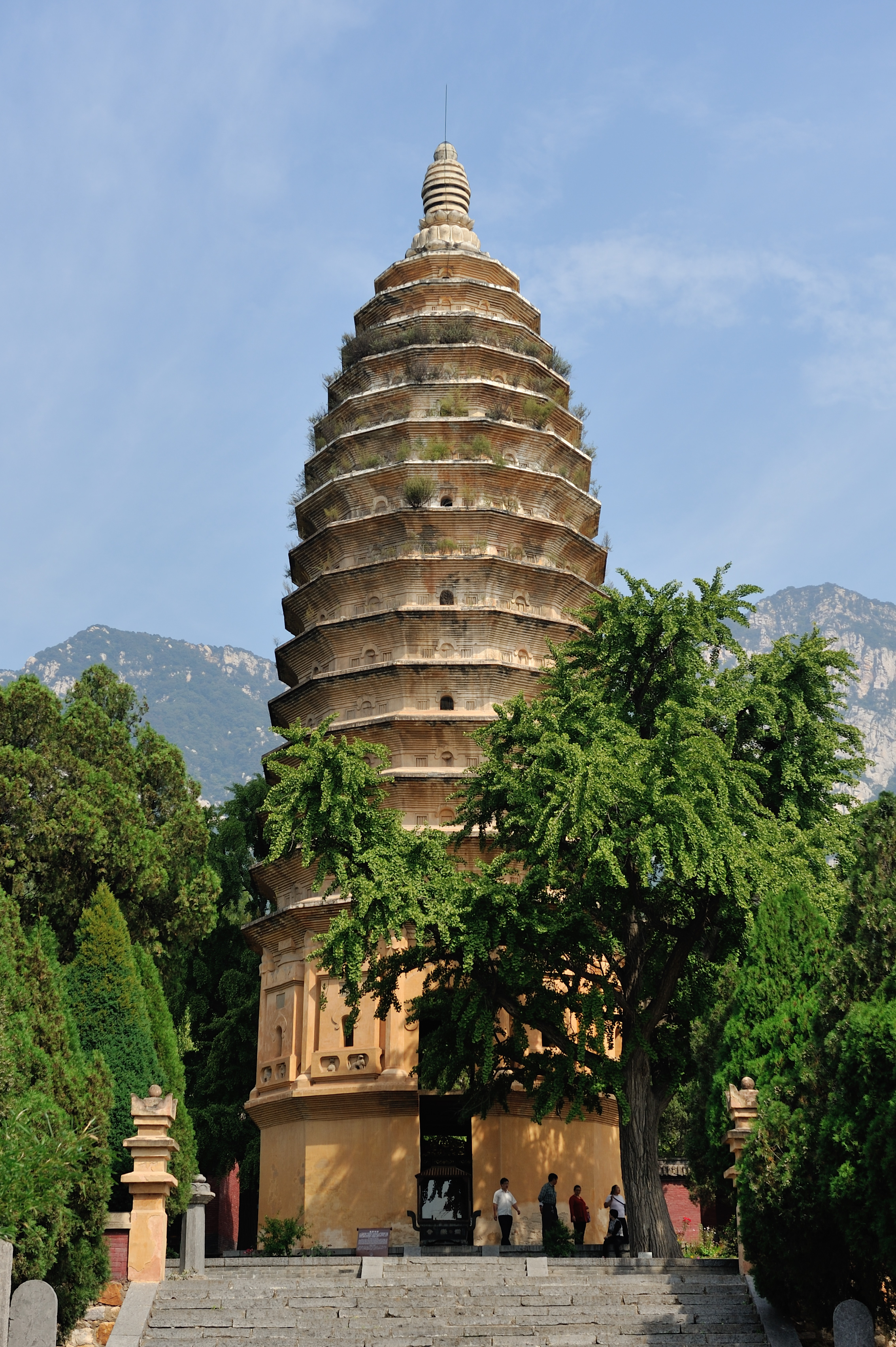
Pagode Songyue, datée des alentours de 520, près du Mont Song dans le Henan.

Les sanctuaires urbains sont connus essentiellement par les écrits de l'époque médiévale, les campagnes de fouilles étant limitées en raison de l'urbanisation des sites des anciennes capitales des Wei. Les textes décrivent les plus grands monastères, et en particulier les pagodes en bois qui les dominaient, symbolisant la puissance du bouddhisme et des empereurs et aristocrates qui patronnaient leurs constructions. Comme il n'en reste rien, on suppose que leur apparence devait être similaire à celle des pagodes japonaises qui s'en inspiraient et qui ont été restaurées jusqu'à nos jours, comme celle du Horyu-ji de Nara. Le grand sanctuaire de la Paix éternelle (Yongning) à Pingcheng (Datong) comprenait ainsi une grande pagode de sept étages érigée en 467. Mais c'est le Mémoire sur les monastères bouddhistes de Luoyang qui fournit l'essentiel de nos connaissances sur les sanctuaires de cette dynastie. Il s'attarde en particulier sur le sanctuaire de la Paix éternelle dont fut dotée à son tour la nouvelle capitale, célébrée pour sa splendide pagode de neuf étages coiffée par une grande flèche, disposant d'ornements somptueux, qui se serait élevée sur près de 145 mètres de haut (mille pieds, soit 300 mètres suivant le Mémoire, ce qui est manifestement exagéré), et pour sa grande salle disposant d'une statue monumentale du Bouddha en or et de plusieurs autres statues en or. Les fouilles qui ont été effectuées sur le site ont dégagé l'enceinte en terre damée l'entourant, qui délimitait un espace rectangulaire de 212 × 301 mètres, la terrasse de sa porte monumentale située sur le côté sud, et la terrasse de la pagode, un carré de 38,2 mètres de côté, entourée d'une balustrade en pierre. La structure était soutenue par de larges piliers en bois, dont l'assise était renforcée par un coffrage de briques séchées. D'autres pagodes étaient construites en pierre. La plus ancienne préservée, située au temple du Mont Song (Songyue, Henan), remonte à la période finale des Wei du Nord, puisqu'elle a été érigée vers 520. Son plan est original, puisque sa base est de forme dodécagonale, tandis que les ornementations suivent des modèles d'inspiration indienne et centre-asiatique.
Mieux connus sont les sanctuaires rupestres, relevant d'une tradition indienne et centre-asiatique, introduite depuis la période des Seize Royaumes en Chine occidentale (dans le Gansu), puis développée et étendue en Chine du Nord sous le Wei. Sur les conseils du moine Tan Yao devenu chef de la communauté bouddhiste du royaume en 460, l'empereur Wencheng amorça dans les années 460 une vaste campagne d'aménagement de grottes. Le site des grottes de Mogao à Dunhuang voit ainsi l'aménagement de dix grottes bouddhiques, reconnues pour leurs sculptures et leurs peintures. Sur ces peintures, on représente majoritairement le thèmes des jataka (vies antérieures du Bouddha), qui mettent en avant les qualités essentielles pour devenir un bodhisattva. On y trouve par exemple la jataka du Roi de Shivi, qui illustre le dont de soi. Les couleurs, limitées au rouge, au brun, au blanc et au vert, sont posées en aplat et cernées par un épais trait de contour. Les volumes sont plutôt ronds. L'usage des riches bijoux et des guirlandes de fleurs témoignent de la forte influence du monde indien, aux portes duquel se trouve le site de Dunhuang. Les plans sont superposés et les scènes, vue à vol d'oiseau, se développent en registres.
Les deux grands complexes rupestres fondés sous l'égide des empereurs des Wei du Nord sont Yungang dans l'actuel Shanxi, aménagé à la proximité de Pingcheng (Datong) à l'initiative de Tan Yao, et Longmen dans l'actuel Henan, développé lors de la refondation de Luoyang à l'initiative de membres de la famille impériale. Ils sont constitués d'un ensemble de grottes artificielles, constituant des espaces de méditation ou des lieux de culte. Les grottes sont creusées en réalisant l'image de Bouddha et d'un ensemble de sujets et motifs supports de l'enseignement et de la méditation. La grotte n° 20 s'étant effondrée, le groupe sculpté central se trouve aujourd'hui à l'air libre. Une des innovations architecturales de la période est la présence d'un pilier central en forme de stupa, orné lui aussi de reliefs, réservé lors du creusement de la grotte. Les décors sont manifestement une imitation de ceux des sanctuaires en bois : les stupas présentant une imitation de l'appareil des pagodes en bois, tandis que certains décors architecturaux reproduisent des édifices à colonnes construits sur des terrasses, à l'image des temples urbains.

Sanctuaires rupestres de Yungang et Longmen.
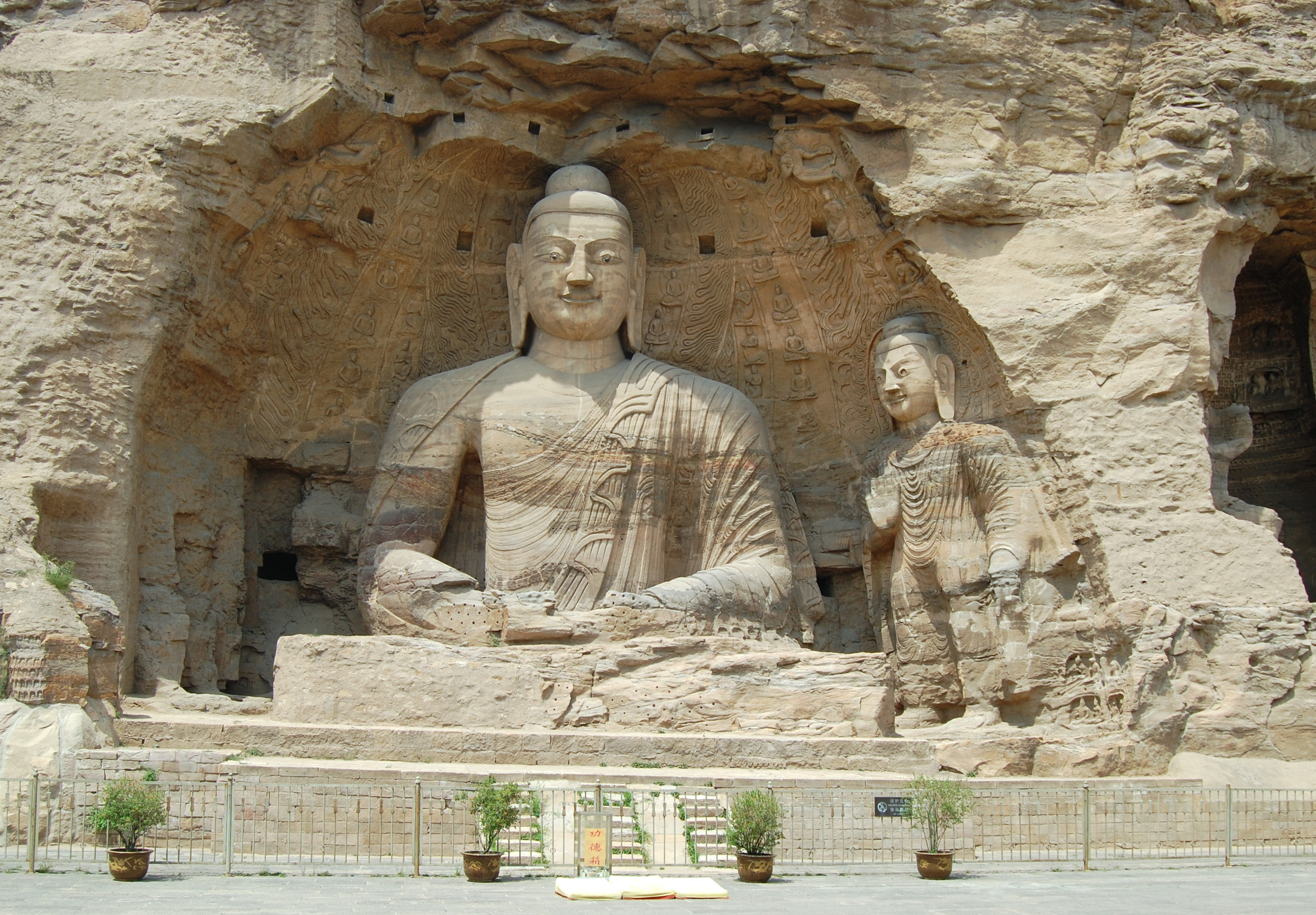
Bouddha (H. 14 m.) et bodhisattva. Grotte n°20. Yungang (Shanxi)
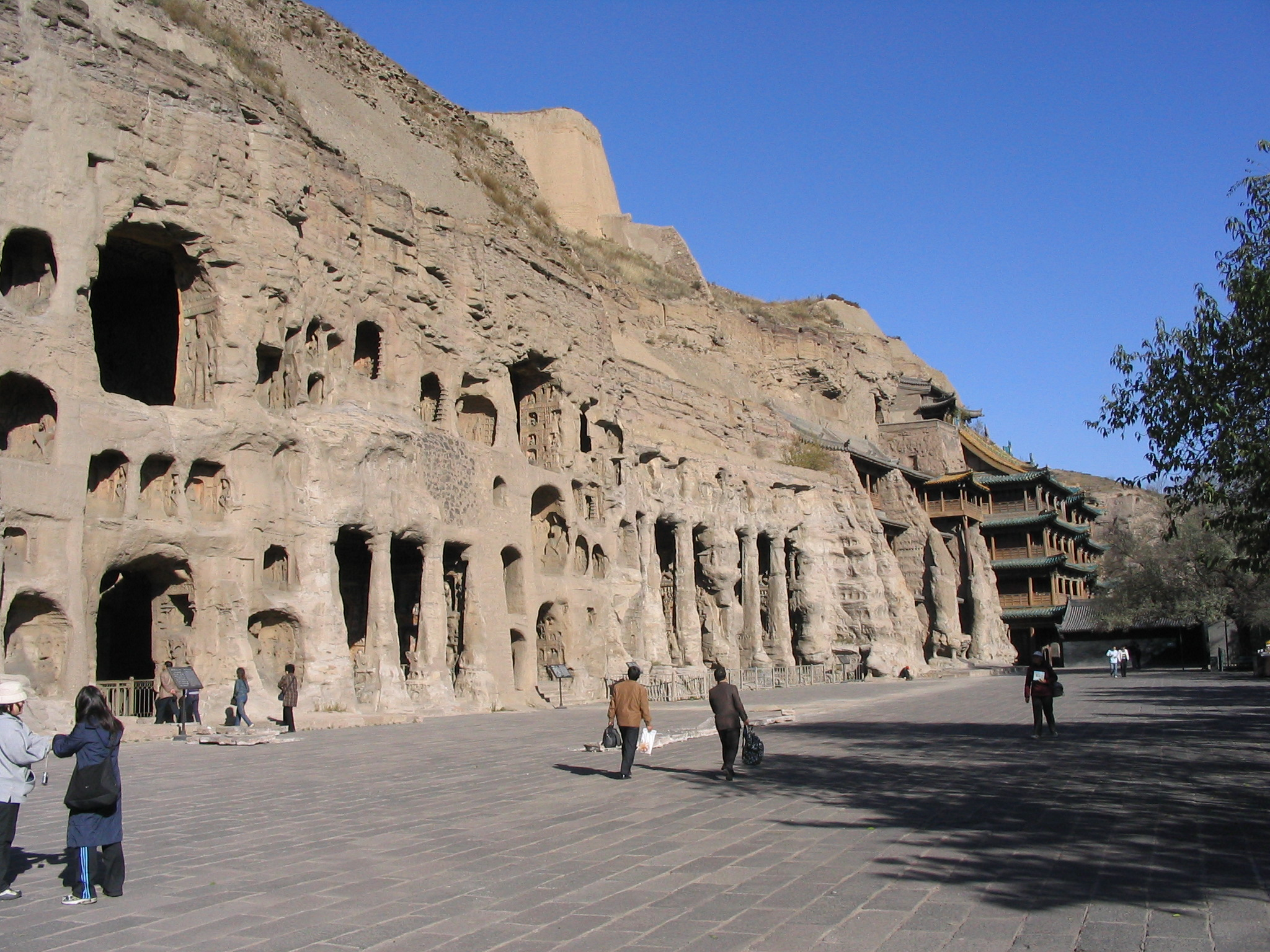
Grottes de Yungang, sur env. 1 km. de long.
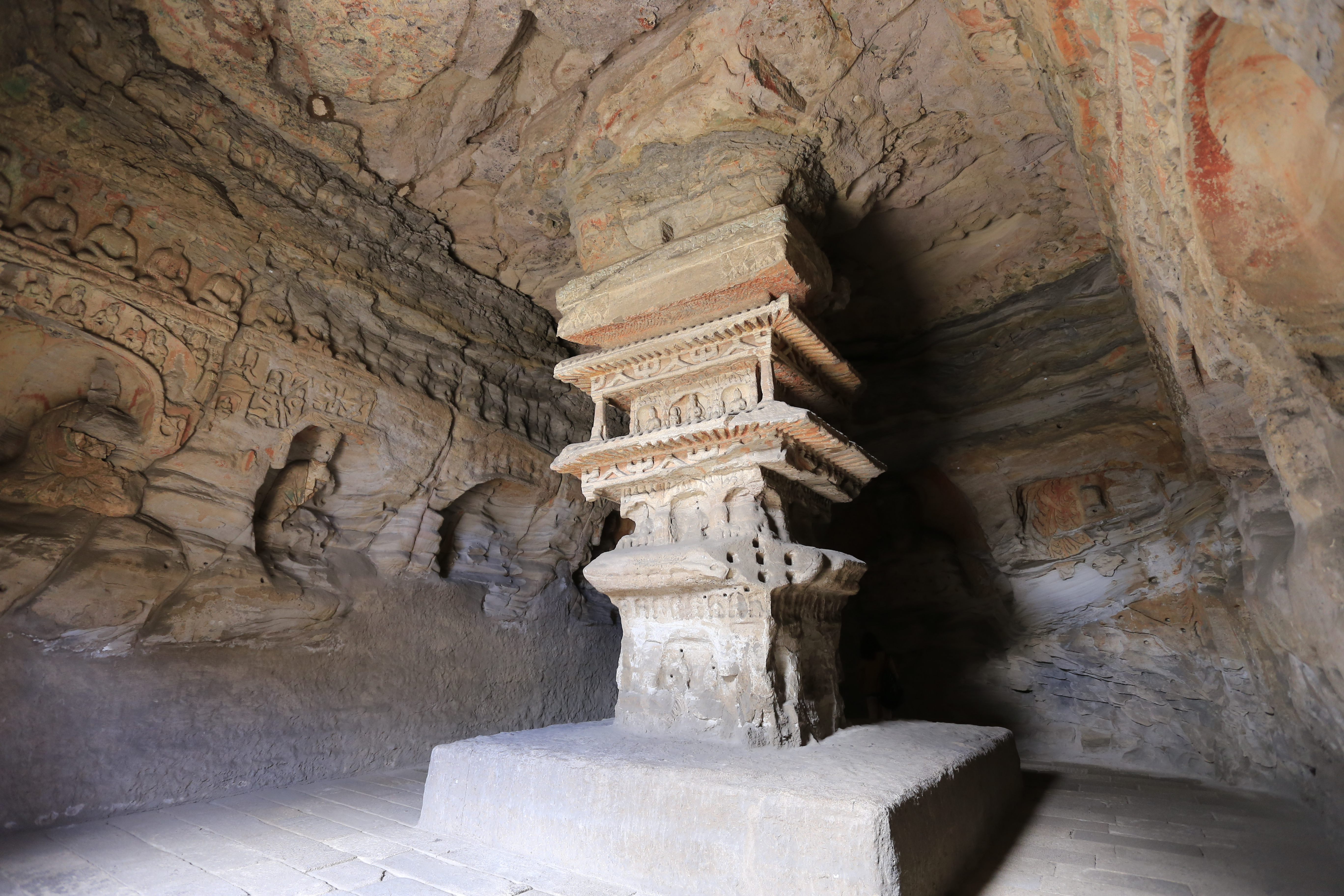
Grotte à pilier central de Yungang.
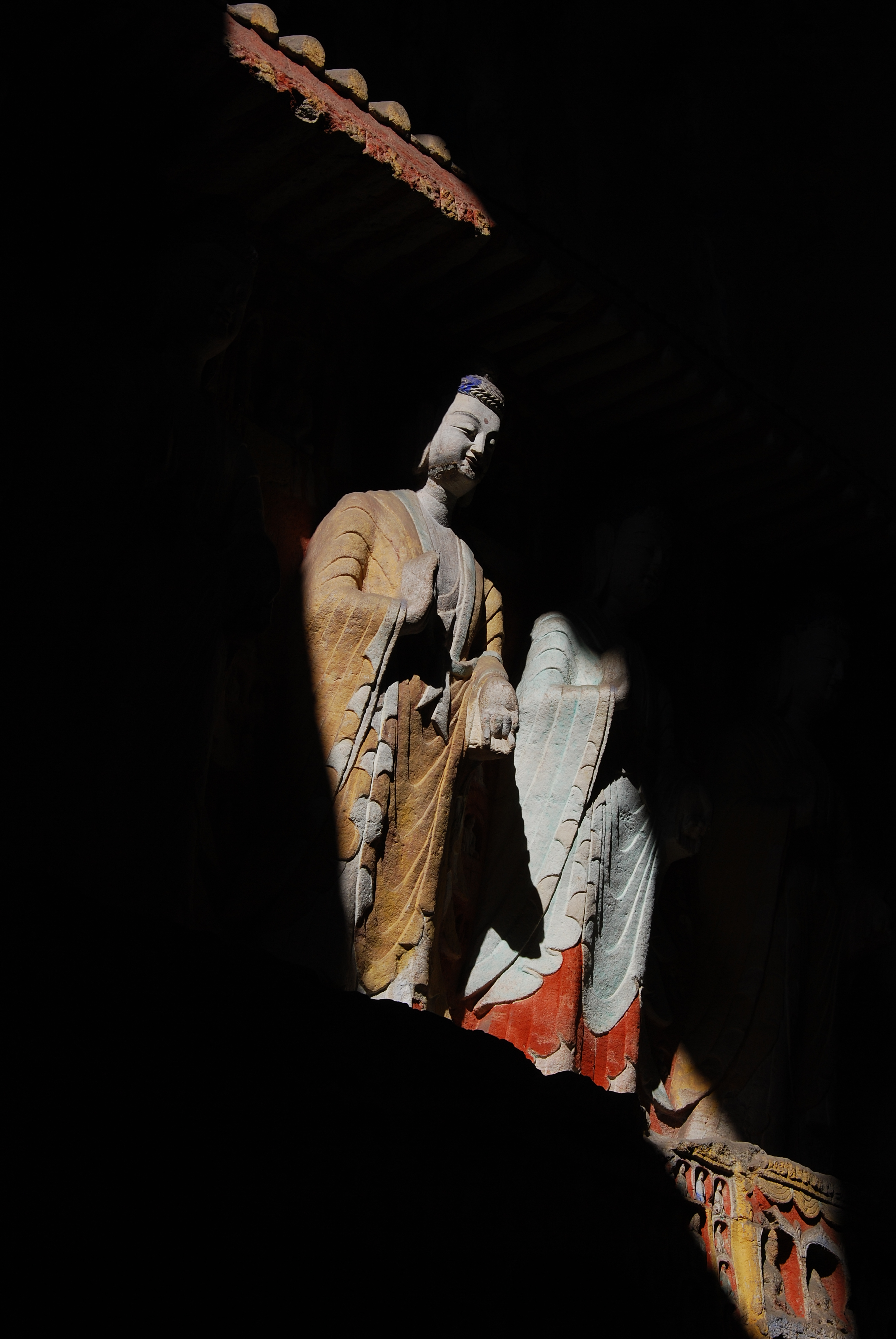
Détail de la grotte 11. Drapés tuyautés, en éventail. Yungang.
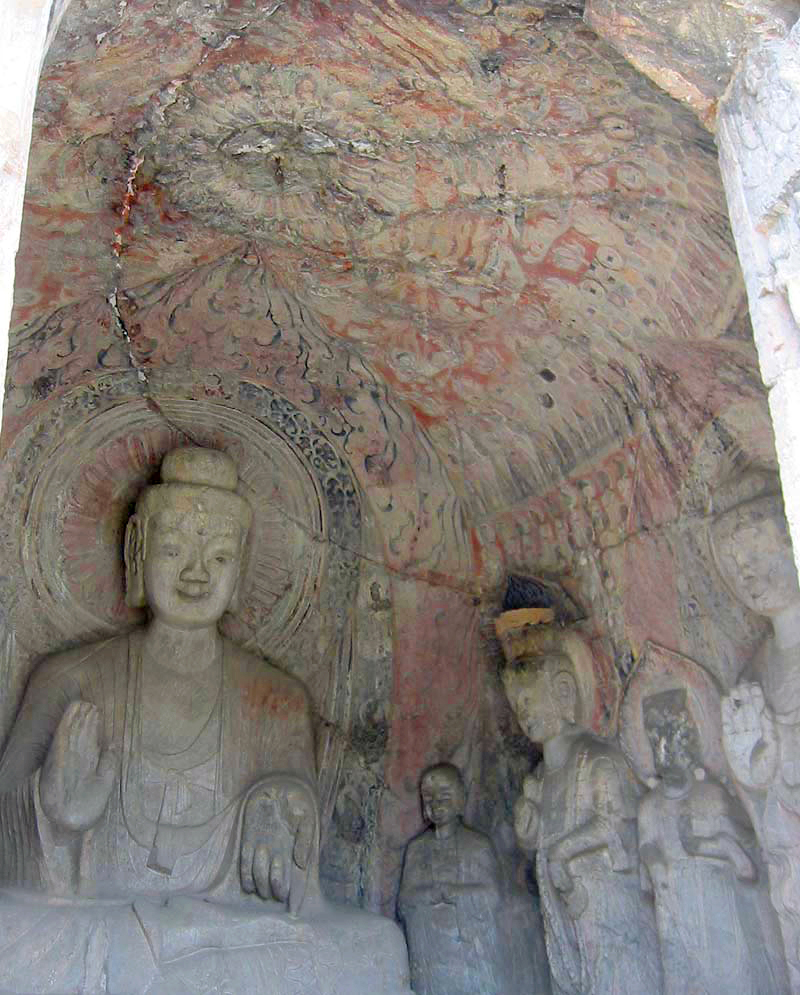
Niche d'une des grottes de Binyang à Longmen, v. 520-523.

#### Les sculptures
À côté des peintures, il se trouve que les premiers témoignages d'art bouddhique sont en bronze. Même si beaucoup d'objets ont aujourd'hui disparu car refondus, les bronzes dorés tenaient une grande place dans la production. On distingue plusieurs phases. La première, comme on peut le voir sur le Bouddha assis du Musée d'art asiatique de San Francisco, est marquée par des traits du visage particulièrement doux et un canon général encore très rond. Cette phase est influencée par l'art du Gandhara au Pakistan et en Afghanistan. La seconde phase, comme en témoigne l'autel dédié à Maitreya au Metropolitan Museum of Art de New York, est caractérisée par un tout autre canon, beaucoup plus élancé et étiré. Le corps et ses volumes sont moins prononcés, et le visage est beaucoup plus anguleux. Les plis des vêtements sont plus dynamiques et graphiques. Cette phase dénote un style bouddhique sinisé. Il se retrouve dans le groupe des Bouddhas Prabhûtaratna et Sâkyamuni  dite « la Conversation mystique » du musée Guimet.
Cette évolution du style bouddhique se retrouve dans la sculpture des grottes bouddhiques. On a ainsi deux phases pour l'art bouddhique chinois à cette période. La première est incarnée par le site des grottes de Yungang dans le Shanxi, comme en témoigne le Bouddha rupestre monumental de la grotte no 20. Comme pour la première phase des bronzes, le canon est rond et robuste. Le visage est tout en rondeur, et les yeux, grands, sont ouverts. Le corps, sous des vêtements à l'indienne, est très présent. Avec le changement de capitale des Wei pour la ville de Luoyang, le style bouddhique devient plus dynamique. C'est ce qu'on peut voir sur le site des grottes de Longmen, qui marque la deuxième phase du style bouddhique. Les figures sont élancées, et le corps, aplati, est dissimulé sous les grands plis des vêtements. Ce style sinisé, beaucoup plus graphique, est caractérisé par ses yeux fermés.

Sculptures bouddhiques de l'époque des Wei du Nord.
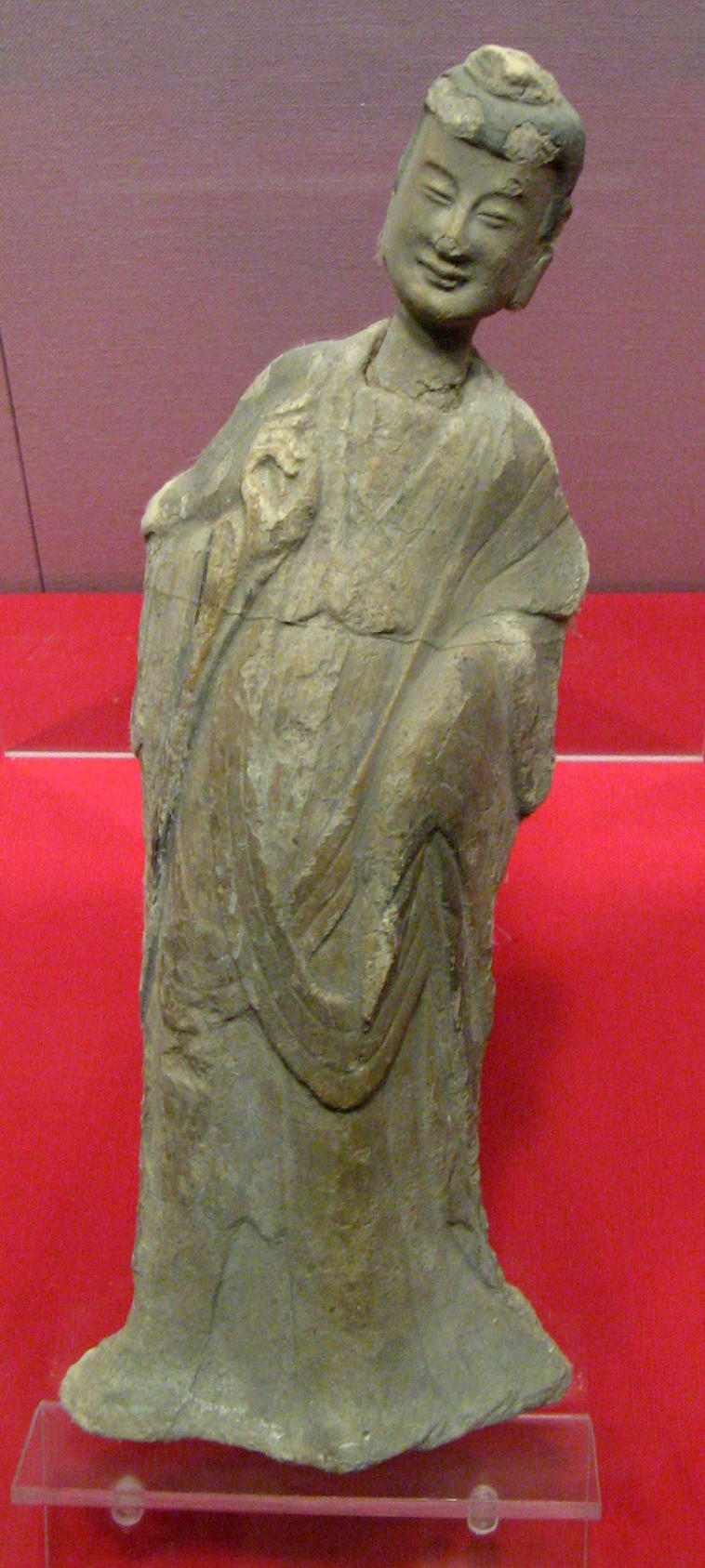
Statue d'un boddhisatva provenant des grottes du Mont Maiji. Musée provincial du Gansu.
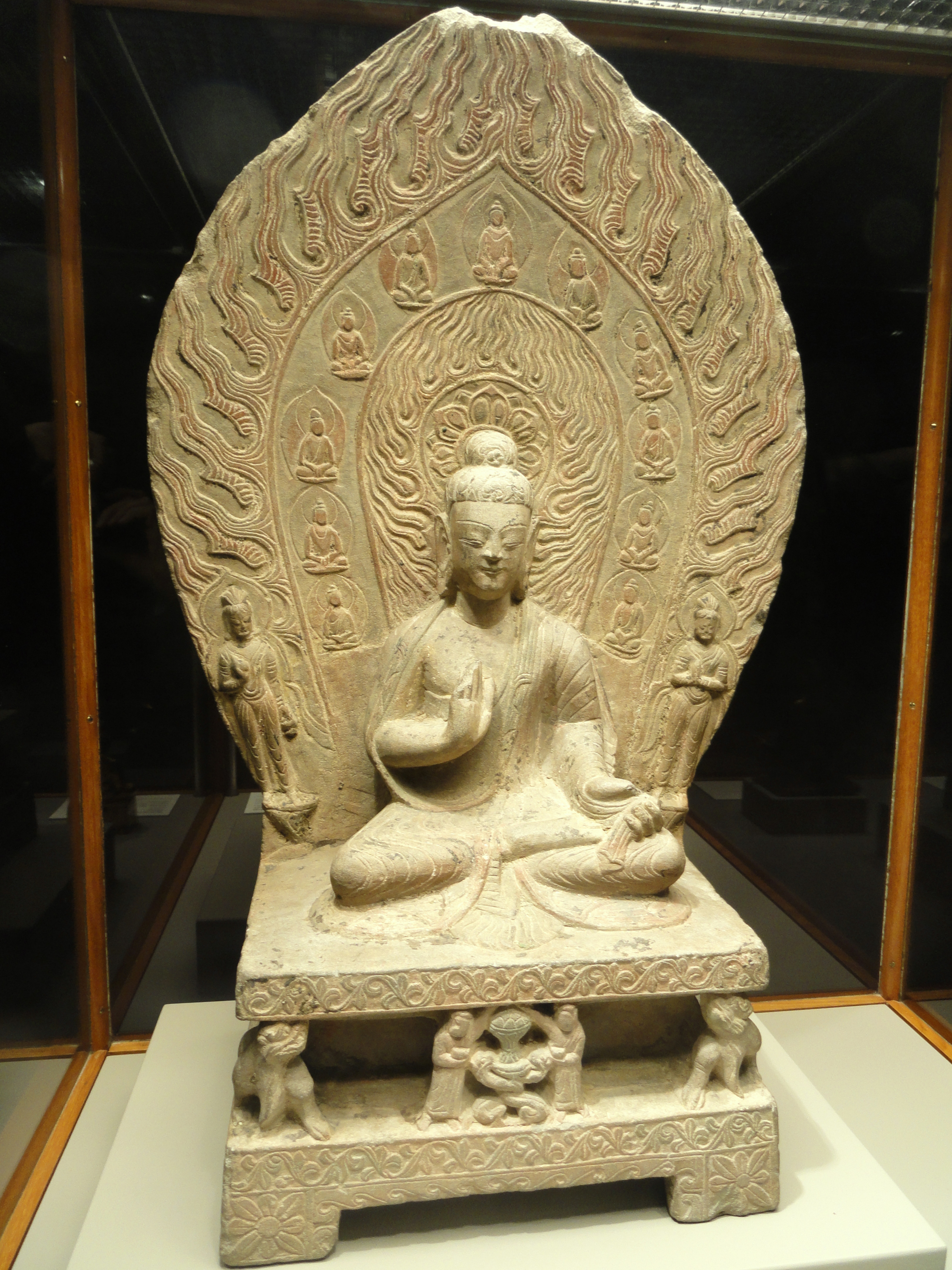
Statue du Bouddha Shakyamuni, datée de 494. Nelson-Atkins Museum of Art de Kansas City.
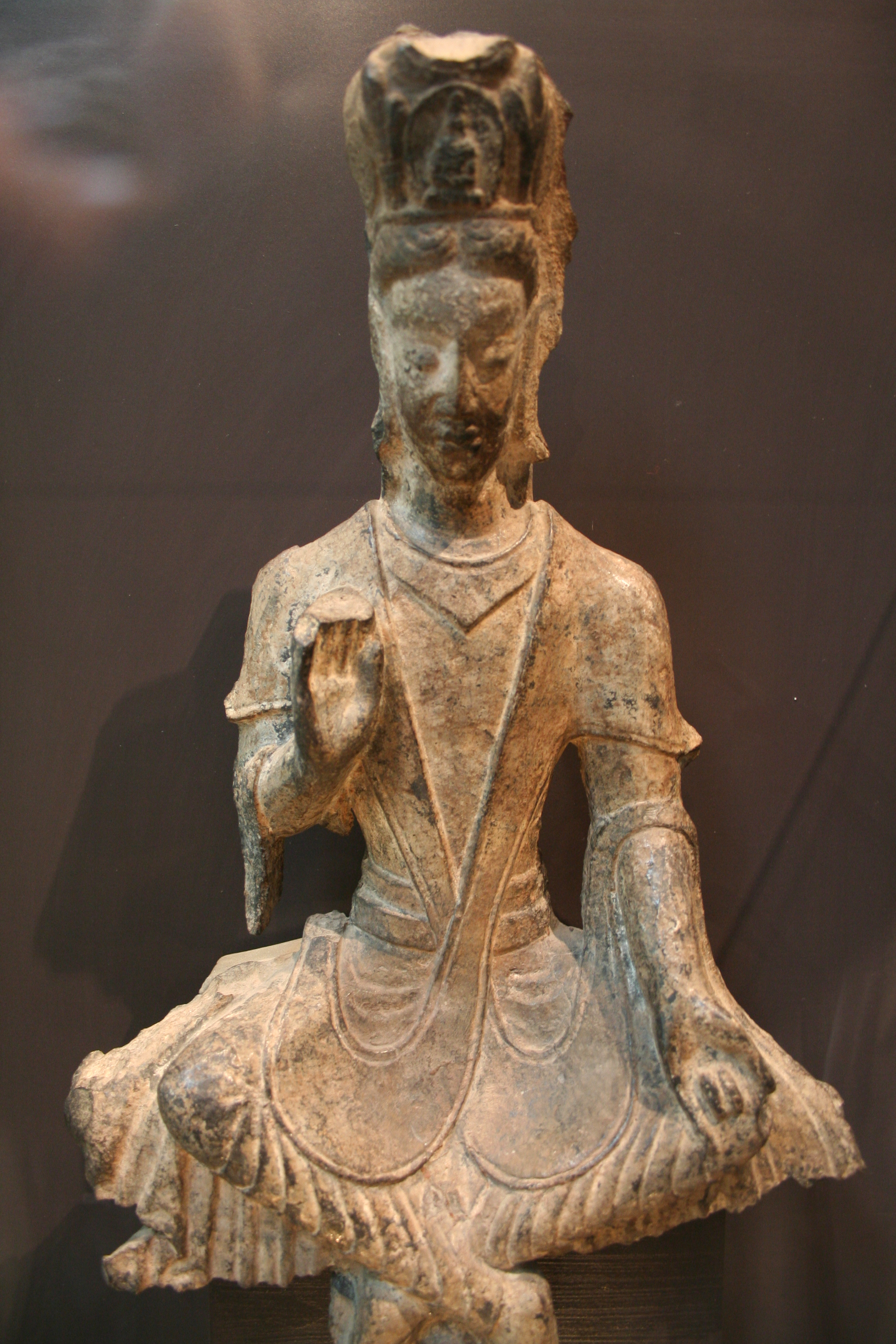
Bodhisattva Avalokitesvara. Grès, H. 43,5 cm. Grottes de Yungang, Shanxi. Fin du Ve siècle. Wei du nord . Musée Cernuschi
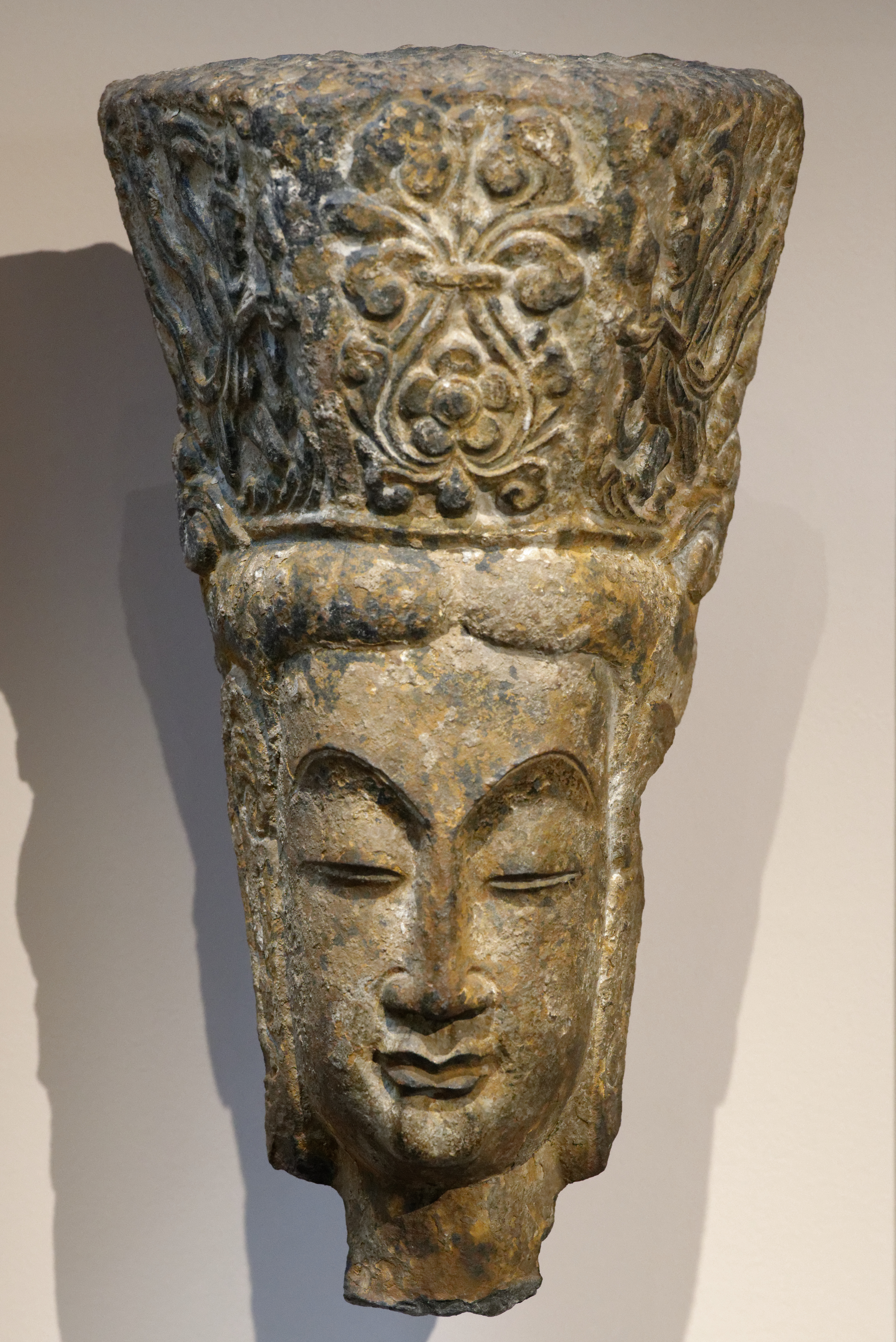
Tête de bodhisattva provenant d'une grotte de Longmen. Musée Guimet
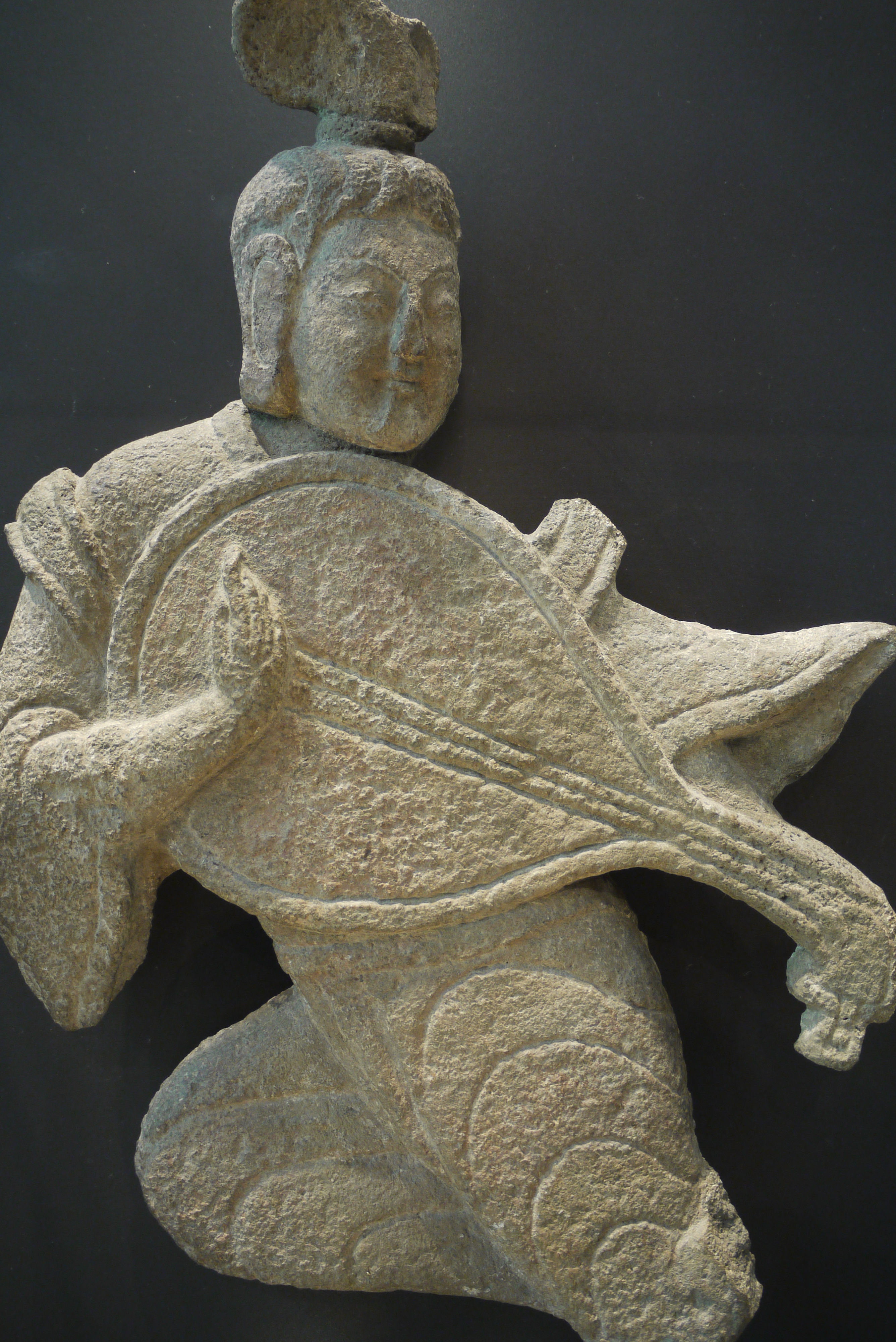
Musicien céleste jouant du pipa, prov. grotte Yungang (?), grès H. 43,5 L. 30 P. 3 cm. Musée Cernuschi
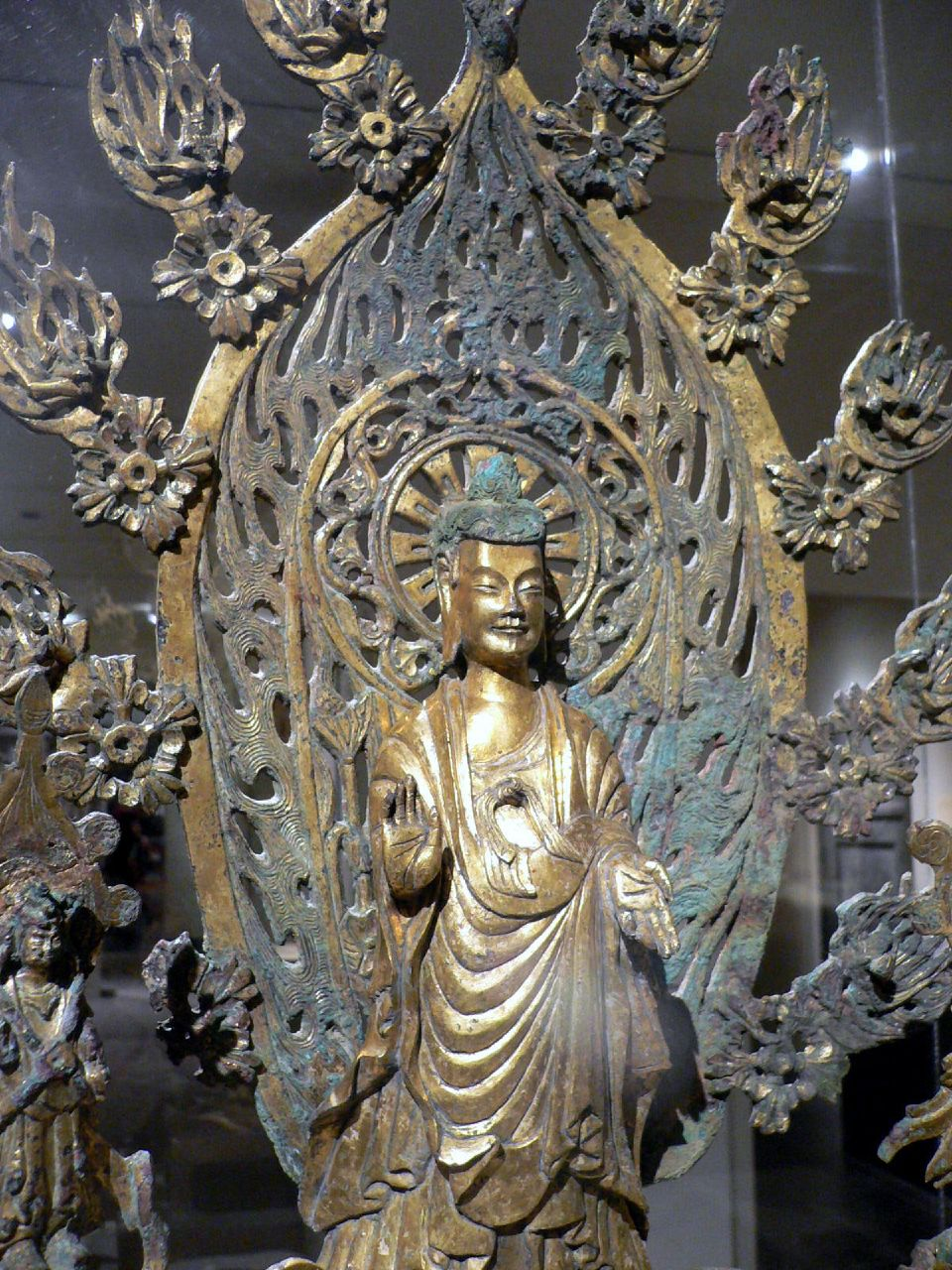
Bodhisattva Maitreya, bronze doré pour autel privé, daté 524, H. 76,9 L. 40,6 cm. Hebei. Metropolitan Museum of Art ; comparaison : Musée Guimet
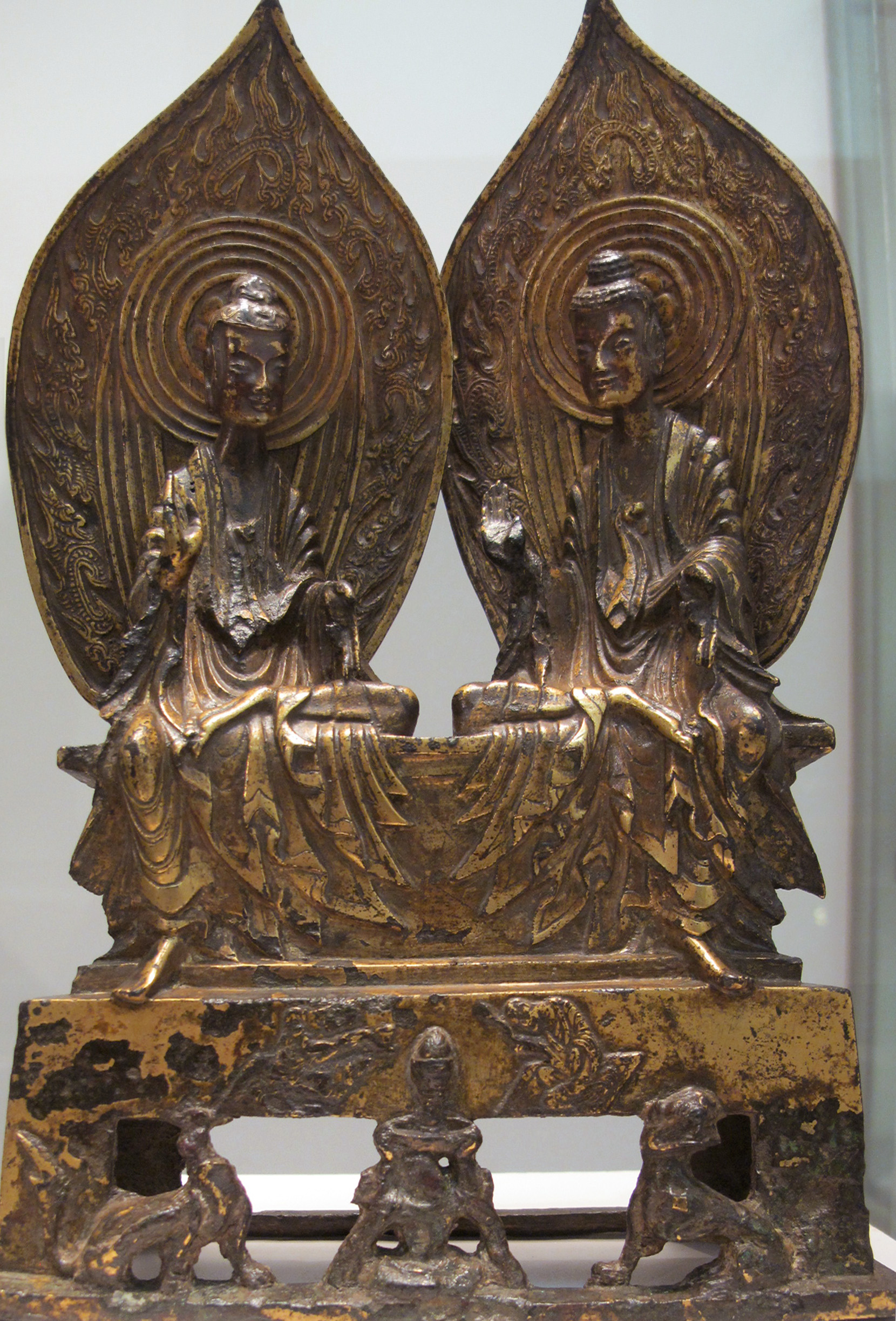
Shâkyamuni (le Buddha historique) et le Buddha Prabhûtaratna[N 2]. Daté 518. Bronze doré, H. 26 cm.  Musée Guimet
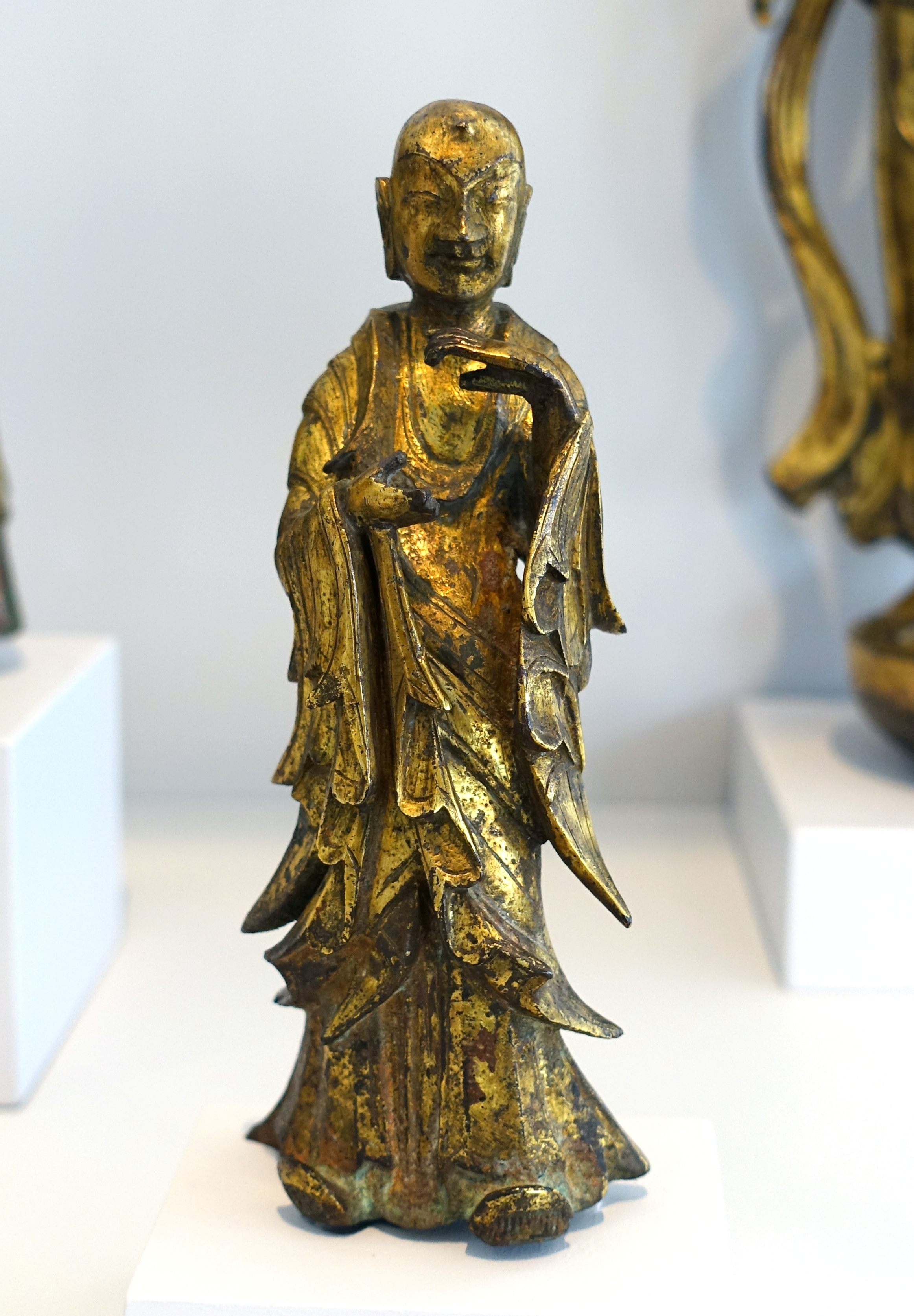
Un moine. Bronze doré, début VIe siècle. Galerie Arthur M. Sackler, Harvard

### Les arts funéraires

#### Les tombes
Les tombes de la moitié Nord de la Chine durant l'époque de division sont bien connues par les fouilles archéologiques. Les recherches se sont concentrées sur les tombes aristocratiques, qui reprennent les traditions héritées de l'époque des Han : il s'agit de sépultures souterraines, disposant d'une structure en briques, organisées autour d'une ou deux chambre(s) funéraire(s) et accessibles depuis l'extérieur par une rampe d'accès, fermée à l'entrée de la tombe par une dalle. À partir de ce modèle, se déclinaient plusieurs variantes régionales plus ou moins connues par les fouilles.
Plusieurs ont été mises au jour dans la région de Pingcheng (Datong) à l'époque où elle était la capitale du royaume. À l'ouest de la capitale se trouve une nécropole impériale utilisée entre dans la seconde moitié du IVe siècle et au Ve siècle. Les tombes impériales se repèrent de l'extérieur parce qu'elles sont surplombées par des tertres renforçant l'aspect tourmenté du relief du lieu montagneux où elles sont situées. Les archéologues ont mis au jour la tombe de l'impératrice douairière Feng, qui avait eu le privilège d'être enterrée seule et non aux côtés de son mari, symbole de sa puissance. Elle est surplombée par un grand tertre de 22,9 mètres de haut et de base 117 × 124 mètres, entourée d'une enceinte dont les entrées étaient ornées de piliers, ce qui est habituel pour des tombes impériales. Le pavillon servant au culte funéraire se trouvait 600 mètres au sud, et plusieurs stèles et des statues d'animaux et de guerriers constituant la « voie des esprits » ont été mises au jour. La structure souterraine, située sous le tertre, est longue de plus de 17 mètres et couvre 71 m², ce qui est très vaste pour l'époque. Elle comprend une antichambre dont le plafond est en forme de voûte en berceau, et une chambre funéraire en coupole, reliées par un couloir souterrain. Ses murs sont décorés de bas-reliefs. Si on trouvait sur le site les tombes des plusieurs empereurs, seule celle de Xuanwu (Jingling) a été mise au jour. Elle est surmontée par un tumulus circulaire de 40 mètres de diamètre et 30 mètres de haut. La rampe d'accès conduit à une porte monumentale suivie d'un vestibule, puis d'un couloir conduisant directement à une vaste chambre funéraire quasiment carrée (6,73 × 6,20 mètres), en forme de coupole, haute de 9,36 mètres et disposant de murs en briques épais de 2 mètres environ. Le sarcophage sculpté en pierre se trouvait sur une plate-forme occupant le centre de la chambre.
Une autre tombe importante de la région, située quelques kilomètres au Sud, est celle de Sima Jinlong (mort en 484) et de son épouse la princesse Wuwei. Elle mesurait plus de 14 mètres de long, comprenait une antichambre et une chambre funéraire et en plus une chambre latérale accessible par la seconde. Le plafond des deux premières est voûté en forme de pyramide (forme courante dans la région), celui de la troisième est en forme de voûte en berceau.
Une nécropole importante a également été mise au jour au sud de Datong, où ont été repérés 167 sites de sépultures, où sont enterrées des personnes des couches inférieures de la société. Il s'agit de tombes plus modestes, parfois des simples puits verticaux comprenant un cercueil accompagné de poteries, plus souvent des chambres funéraires simples accessibles par un passage vertical, et une rampe pour celles destinées à des personnes manifestement plus riches, disposant d'un cercueil peint et d'un matériel funéraire plus riche (parfois des objets en verre) ; une seule tombe à briques a été repérée sur ce site.
D'autres tombes à briques mises au jour à Shaling et Yunboli, encore dans les alentours de Datong, étaient décorées par des murs peints sur un enduit en stuc et argile, représentant des scènes de fêtes (sans doute à caractère funéraire), de chasse, des représentations de dragons et phénix, ainsi que des motifs floraux.
Les tombes de la région de Luoyang à l'époque où elle était la capitale des Wei du Nord sont moins connues ; elles étaient constituées de chambres carrées, aux murs droits, dont le plafond formait un dôme, parfois très élevé, comme dans le cas de la tombe de Sima Yue (mort en 508), fils de Sima Jinlong évoqué plus haut, qui atteint environ 7 mètres. Les tombes de la même période exhumées dans les autres parties du royaumes de Wei du Nord ont des caractéristiques similaires.

La tombe de l'empereur Xuanwu.
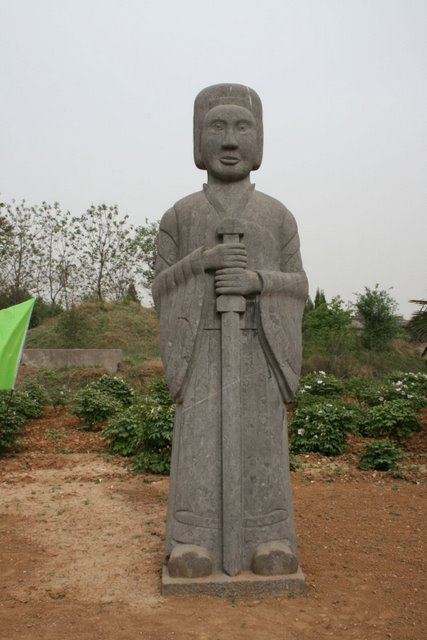
Guerrier gardien de tombe situé sur la « voie des esprits ».
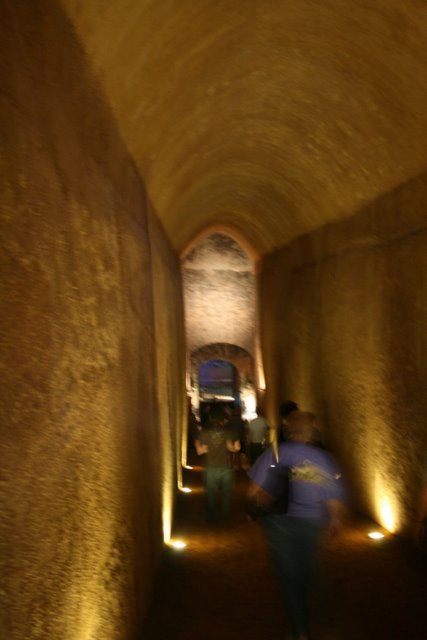
Couloir intérieur.
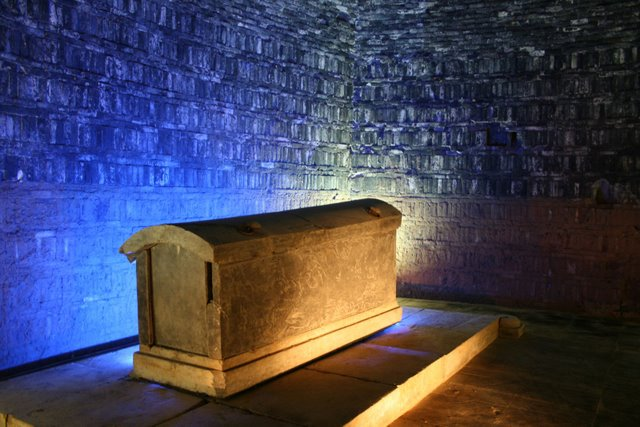
Chambre funéraire avec le sarcophage sculpté placé sur une plate-forme.

#### Le matériel funéraire
Les tombes des Wei du Nord ont livré un important matériel archéologique, fournissant une documentation inestimable pour la connaissance de cette période. Les statues et stèles extérieures sont un premier élément important. Les secondes sont gravées avec des épitaphes commémorant les mérites des défunts. Plus de 200 ont été réunies et placées dans la « Forêt des stèles » de Xi'an. On apportait un soin particulier à la protection magique des tombes aristocratiques, comme l'attestent les nombreuses statues protectrices de grande taille placées à l'entrée de celles-ci, représentant des guerriers, des exorcistes ou des animaux hybrides menaçants. Le matériel de la chambre funéraire était très fourni. On y trouvait le cercueil, constitué de plusieurs éléments emboîtés (un coffre en bois, un autre en laque) et placé dans un sarcophage de pierre, dont les plus belles pièces étaient sculptées. Un cercueil en bois laqué exhumé à Zhijiapu au sud de Datong était quant à lui orné de scènes peintes, représentant des scènes de procession, de chasse à cheval et de vie dans un campement, représentatives de la vie des élites Xianbei aux débuts de la dynastie. Un sarcophage du début du Ve siècle exposé au Nelson-Atkins Museum of Art de Kansas City est gravé de scènes très riches, représentant des histoires célébrant la vertu et la piété filiale. Une thématique similaire se retrouve dans les différentes scènes peintes sur le somptueux paravent en bois laqué mis au jour dans la tombe de Sima Jinlong. Des inscriptions sur briques ou stèles placé à proximité rappellent une nouvelle fois les mérites du défunt.
Les objets les plus courants dans les tombes des élites sont les figurines en terre cuite, représentant souvent des guerriers xianbei, qu'il s'agisse de combattants à pieds, de cavaliers ou d'archers, mais aussi des serviteurs et des divertisseurs, en général d'origine étrangère (venus d'Asie centrale), comme des musiciens, des acrobates, des danseurs, des écuyers, des chameliers, des servantes, parfois des animaux, des équipements agricoles. On garnissait aussi les tombes de divers objets du quotidien, comme des poteries, des encriers, des armes, des instruments, de nombreuses lampes. Les vases et assiettes en métal sculptés originaires des contrées occidentales, et arrivés en Chine par la Route de la Soie, étaient très populaires. Il était aussi courant d'entreposer des pièces de monnaie, ayant sans doute une fonction funéraire.

Matériel funéraire de l'époque des Wei du Nord.
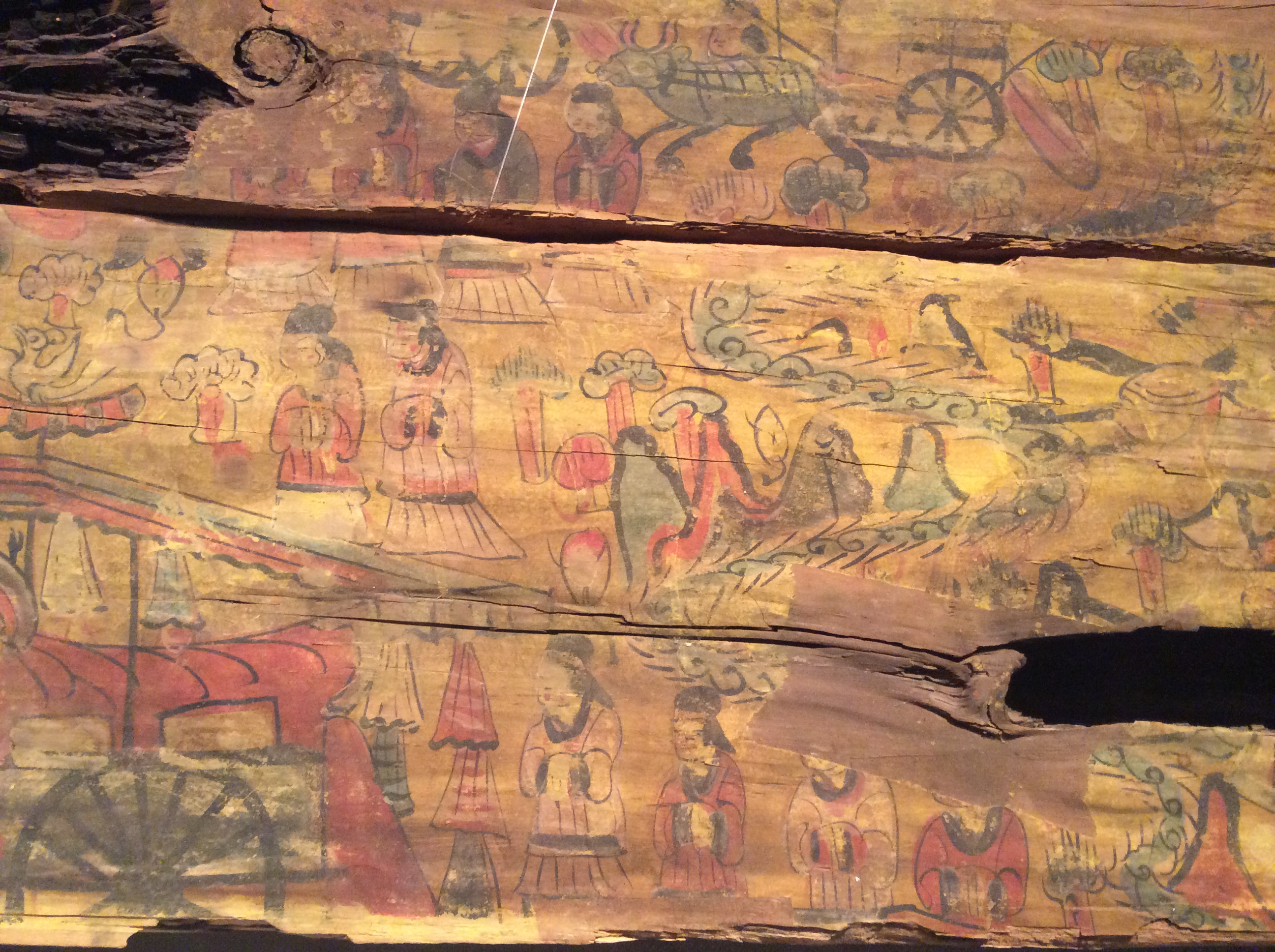
Le cercueil en laque peint de Zhijiapu : scènes de procession. Ve siècle. Musée d'Histoire du Shanxi.
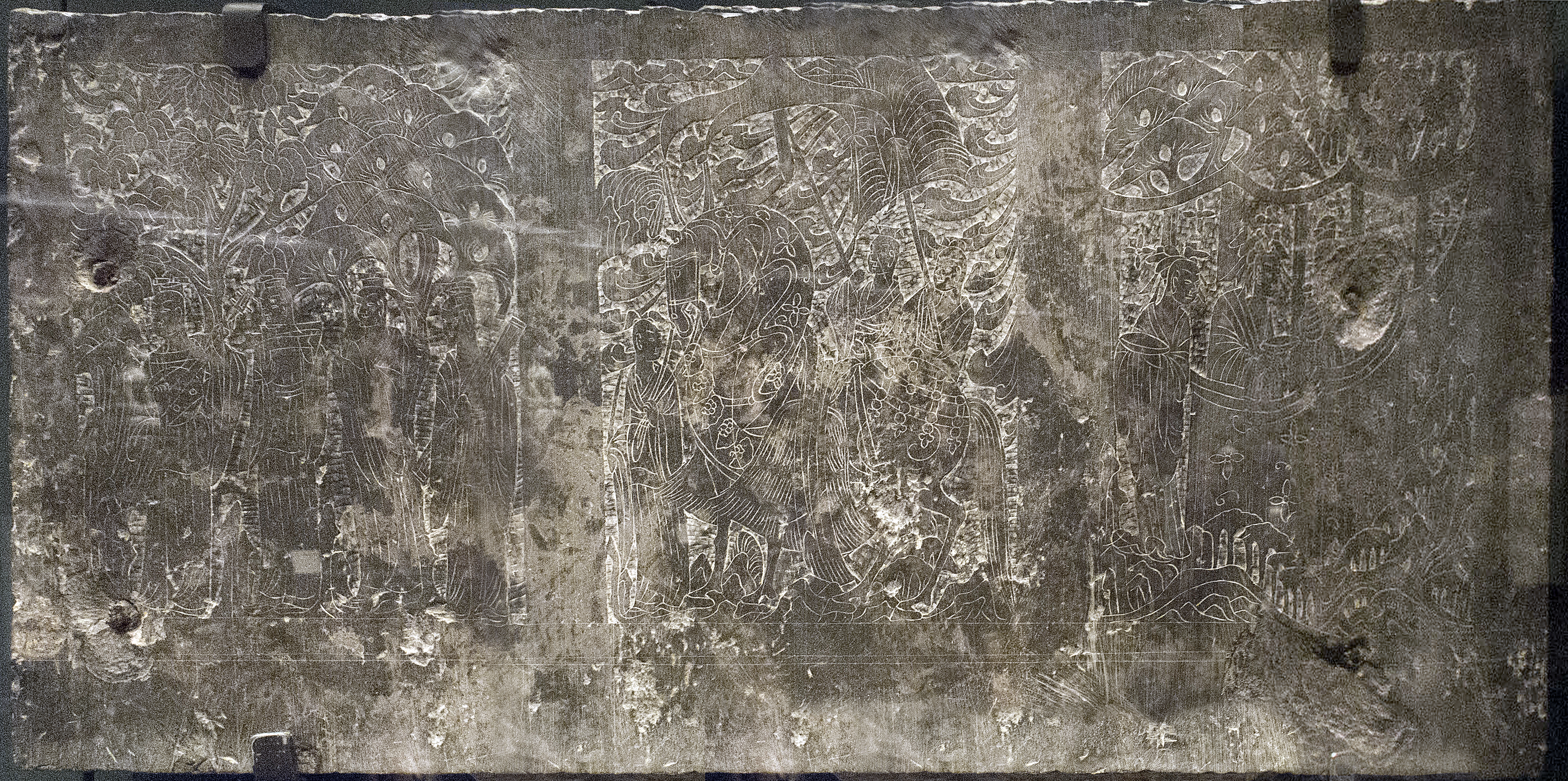
Stèle funéraire d'un groupe de deux. Date probable : 500-535. Incisions sur pierre. H. 50,2 x L. 99,7 x P. 7,6 cm[N 3].AAM
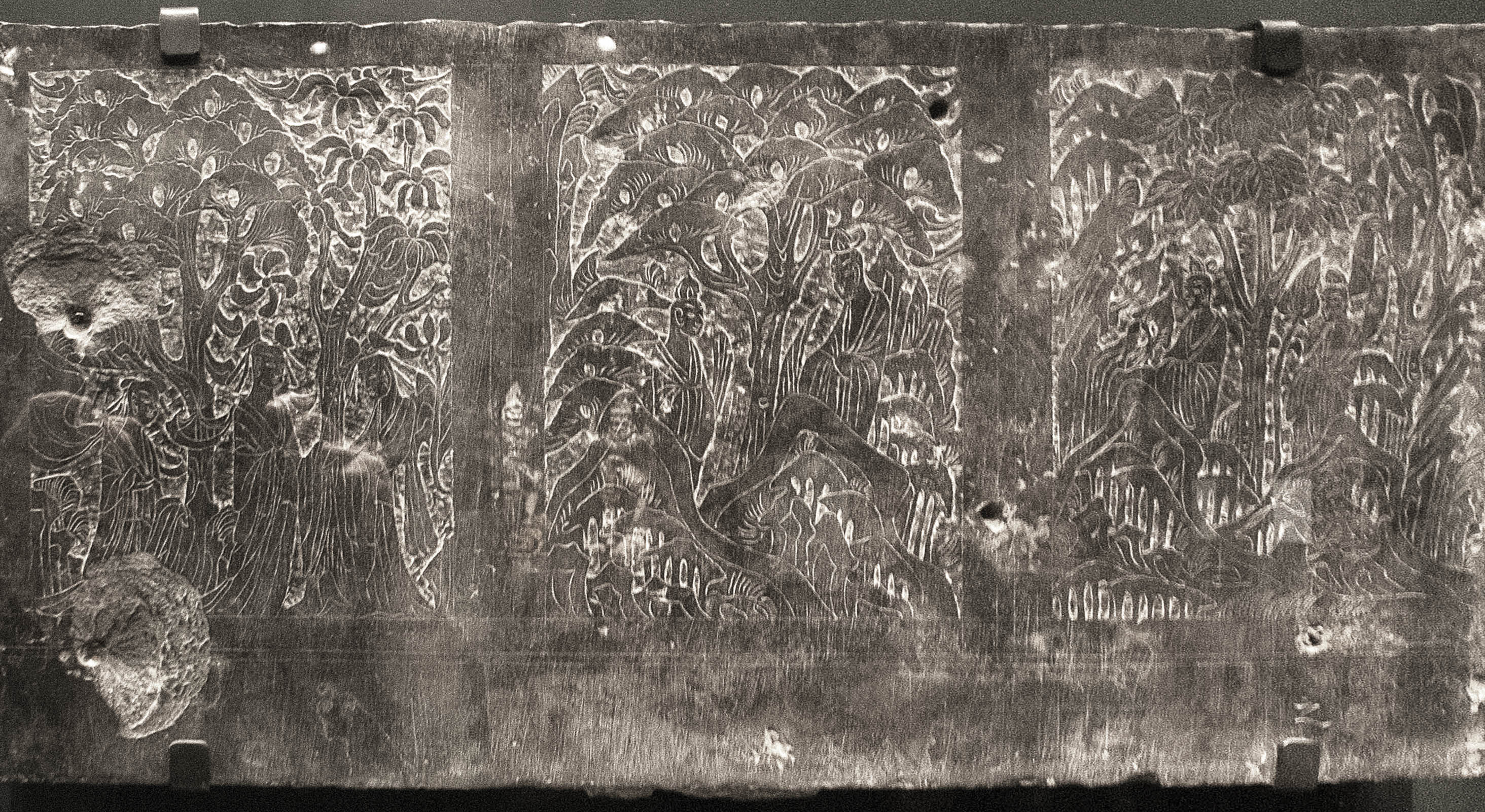
Stèle funéraire d'un groupe de deux. Date probable : 500-535. Incisions sur pierre. H. 50,2 x L. 99,1 x P. 7,6 cm. AAM
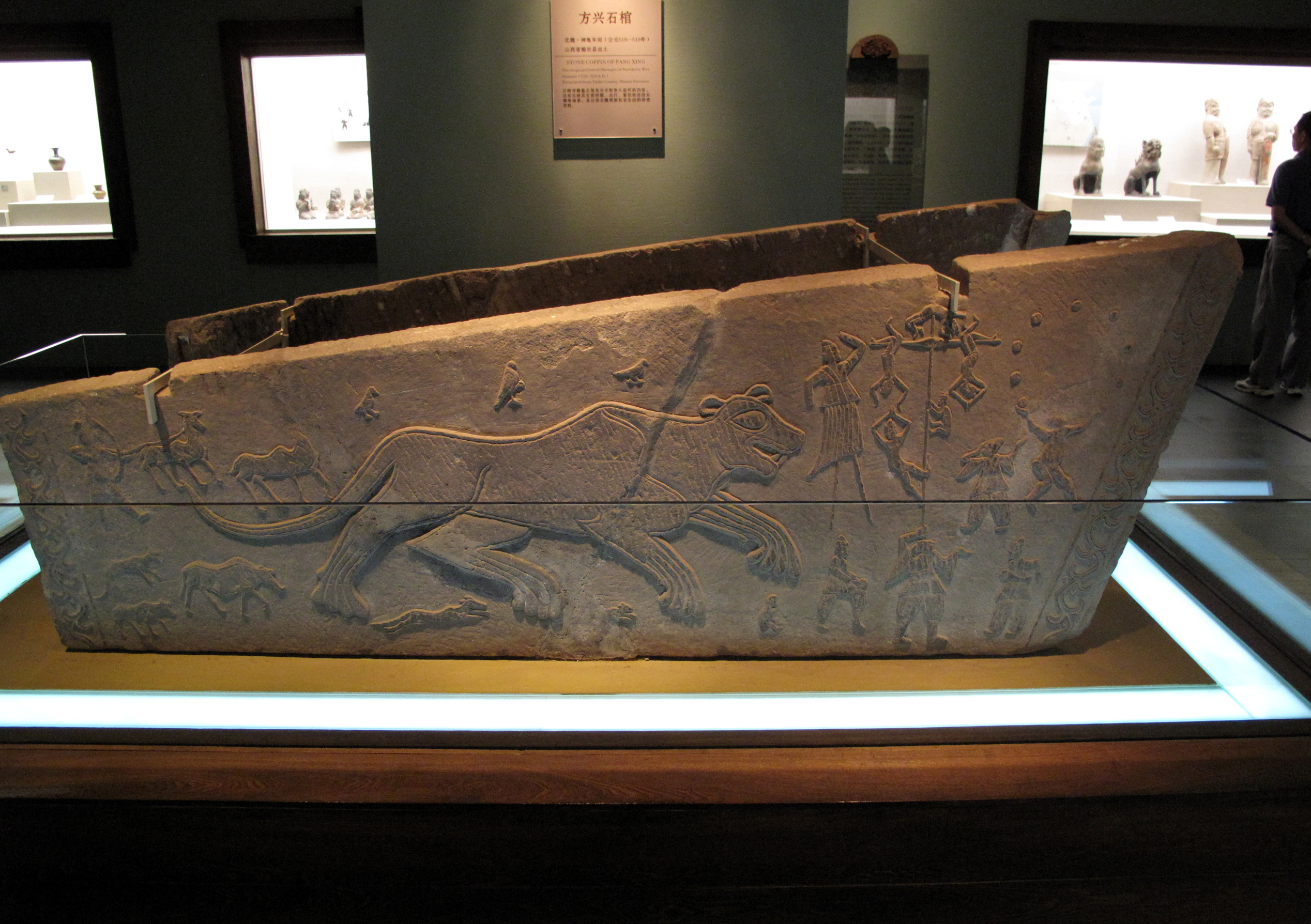
Sarcophage en pierre décoré d'une représentation du tigre entouré par des animaux et des acrobates. Date : 518-519. Musée d'histoire du Shanxi.
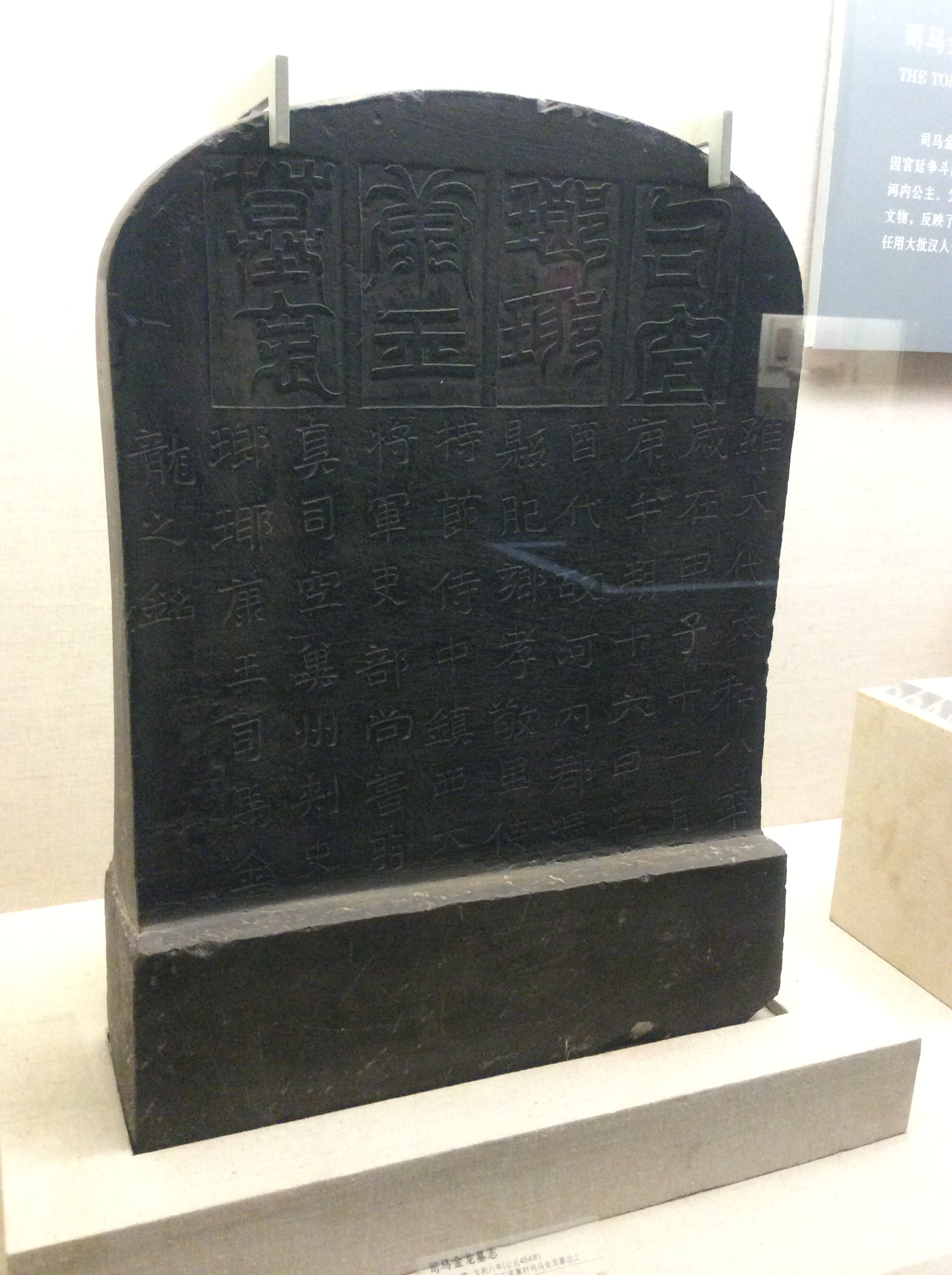
Stèle funéraire de la tombe de Sima Jinlong, Musée d'histoire du Shanxi.
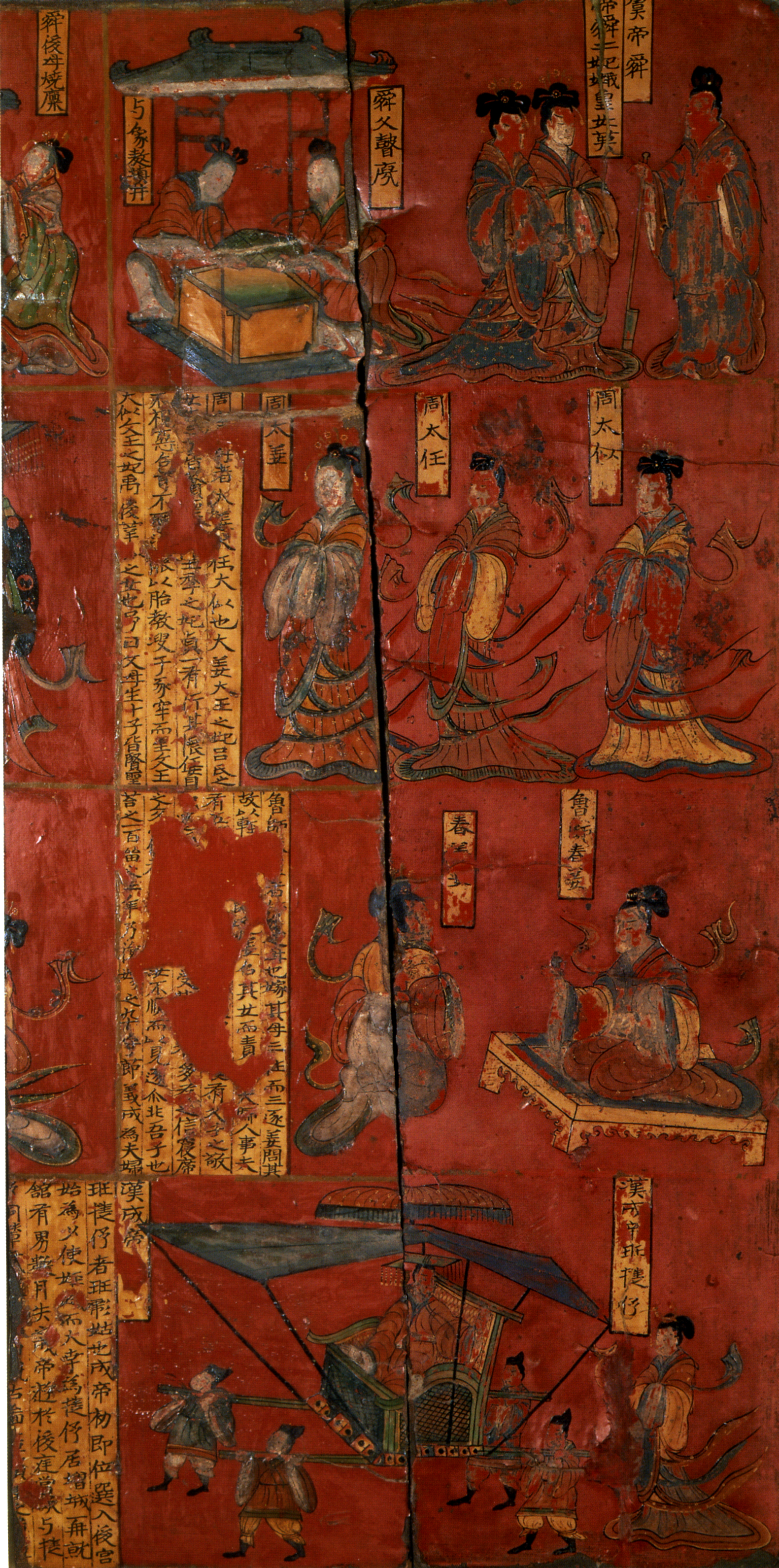
La piété filiale de Shun et le dévouement de ses épouses, 484. Panneau de paravent laqué de la tombe de Sima Jinlong, 80 × 20 cm. Musée de Datong, Shanxi
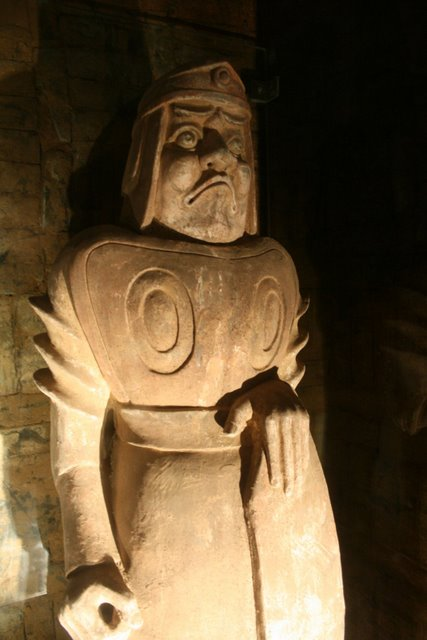
Personnage gardant la tombe de Xuanwu, près de Luoyang.
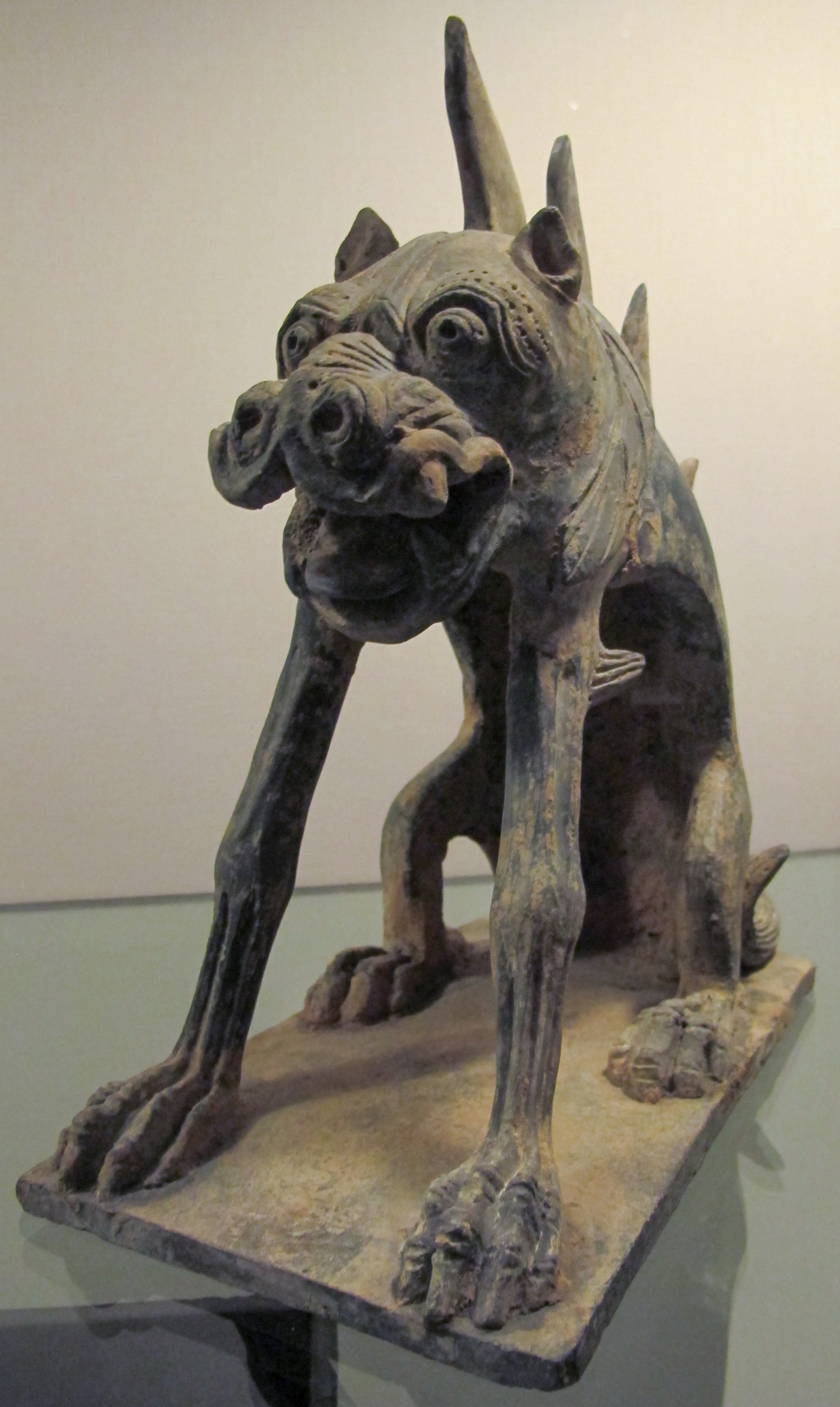
Animal gardien de tombe.
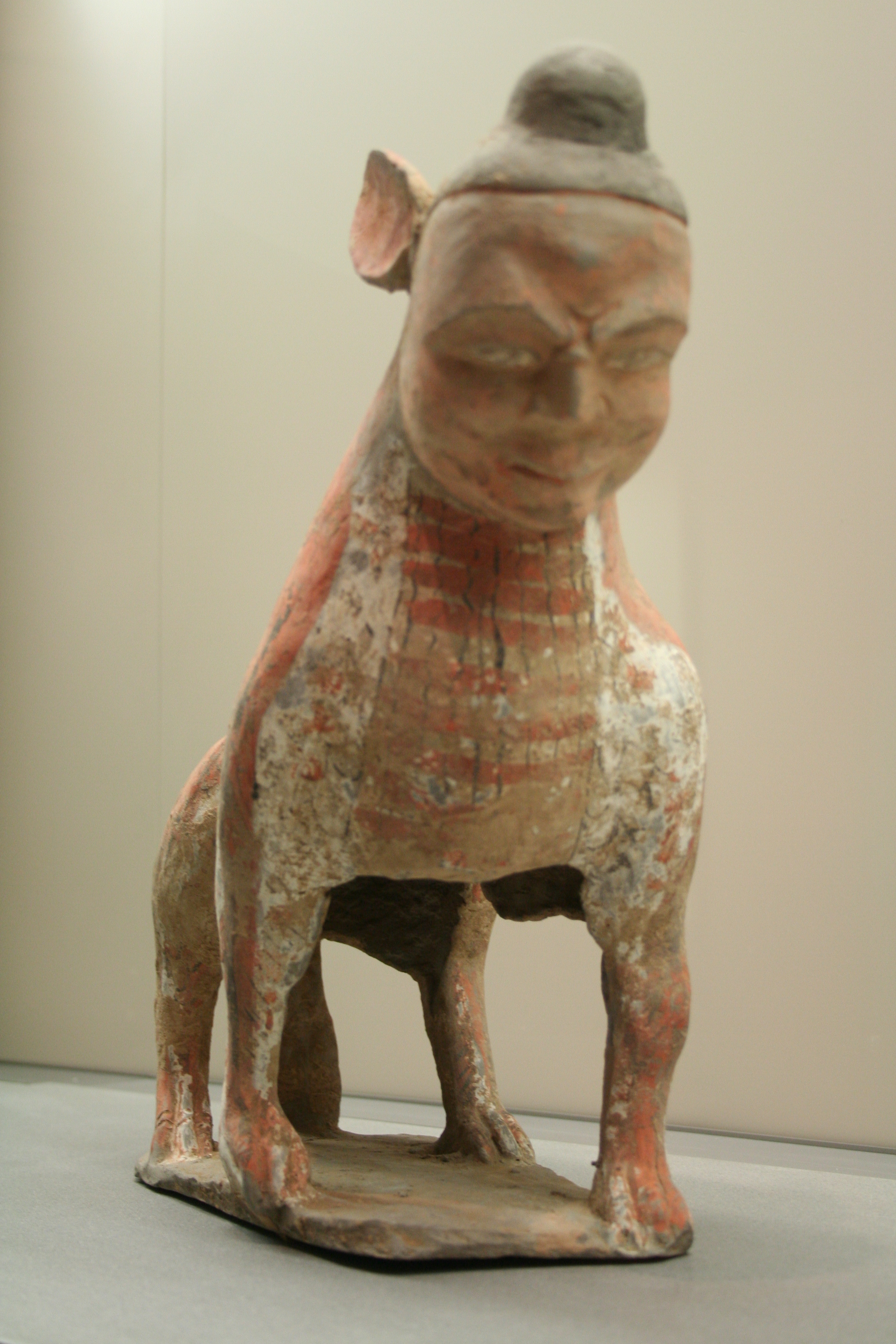
Animal gardien de tombe à visage humain, musée Cernuschi.
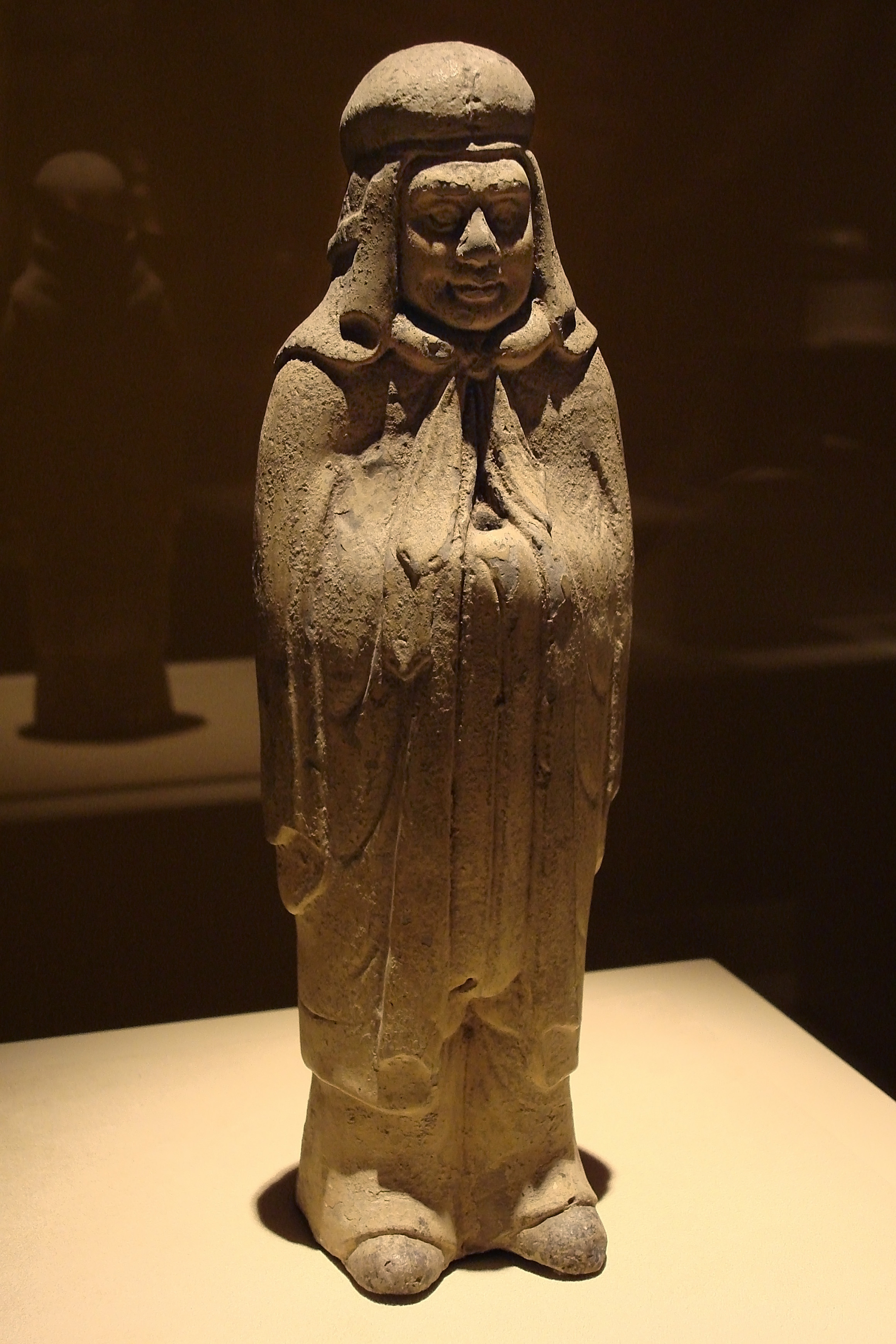
Statue gardienne de tombe représentant un guerrier xianbei, vêtu du manteau caractéristique des soldats du Nord, période des Wei du Nord (386-534).
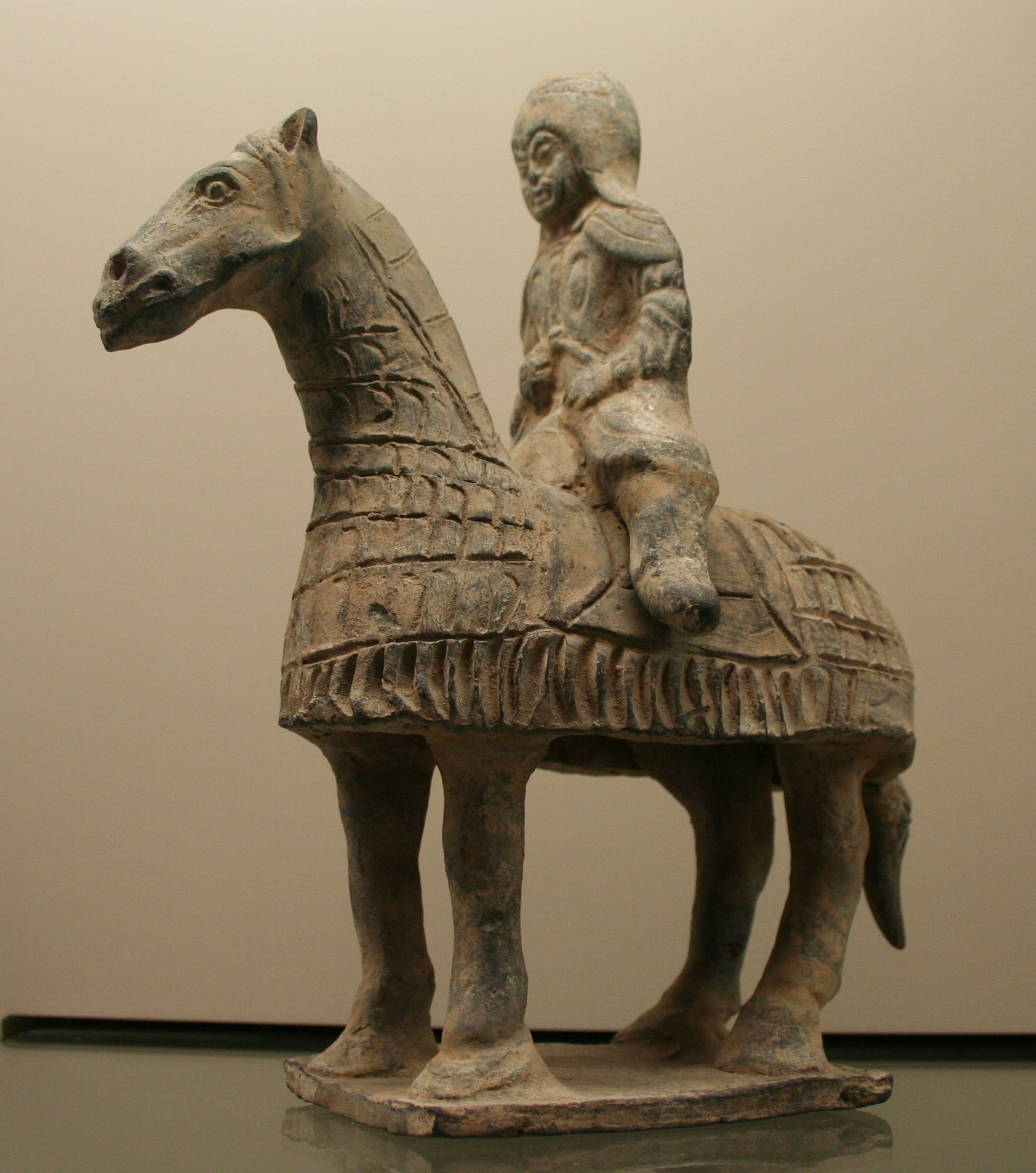
Figurine en terre cuite d'un cavalier xianbei sur un cheval cuirassé, musée Cernuschi.
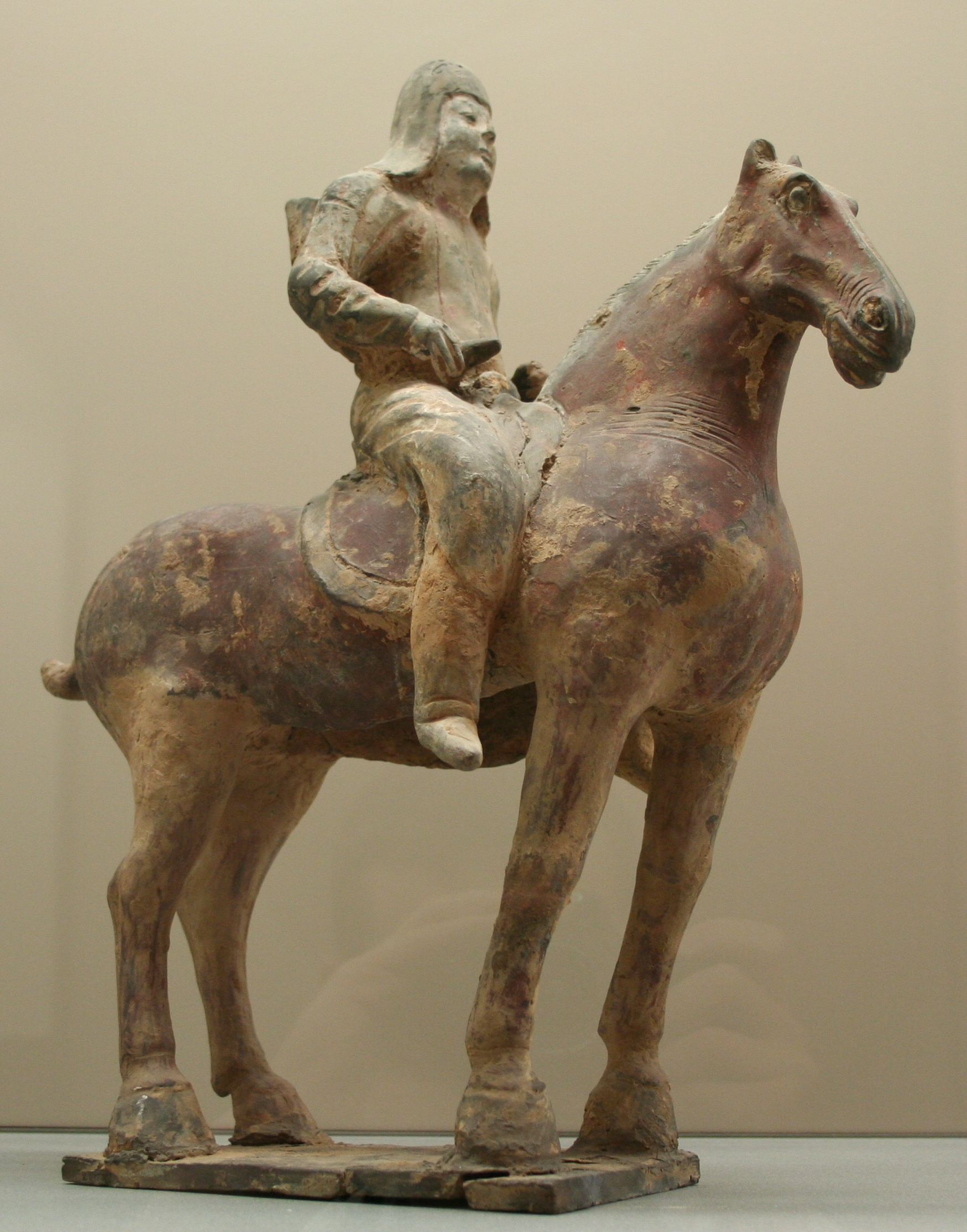
Cavalier, Wei du Nord, musée Cernuschi.
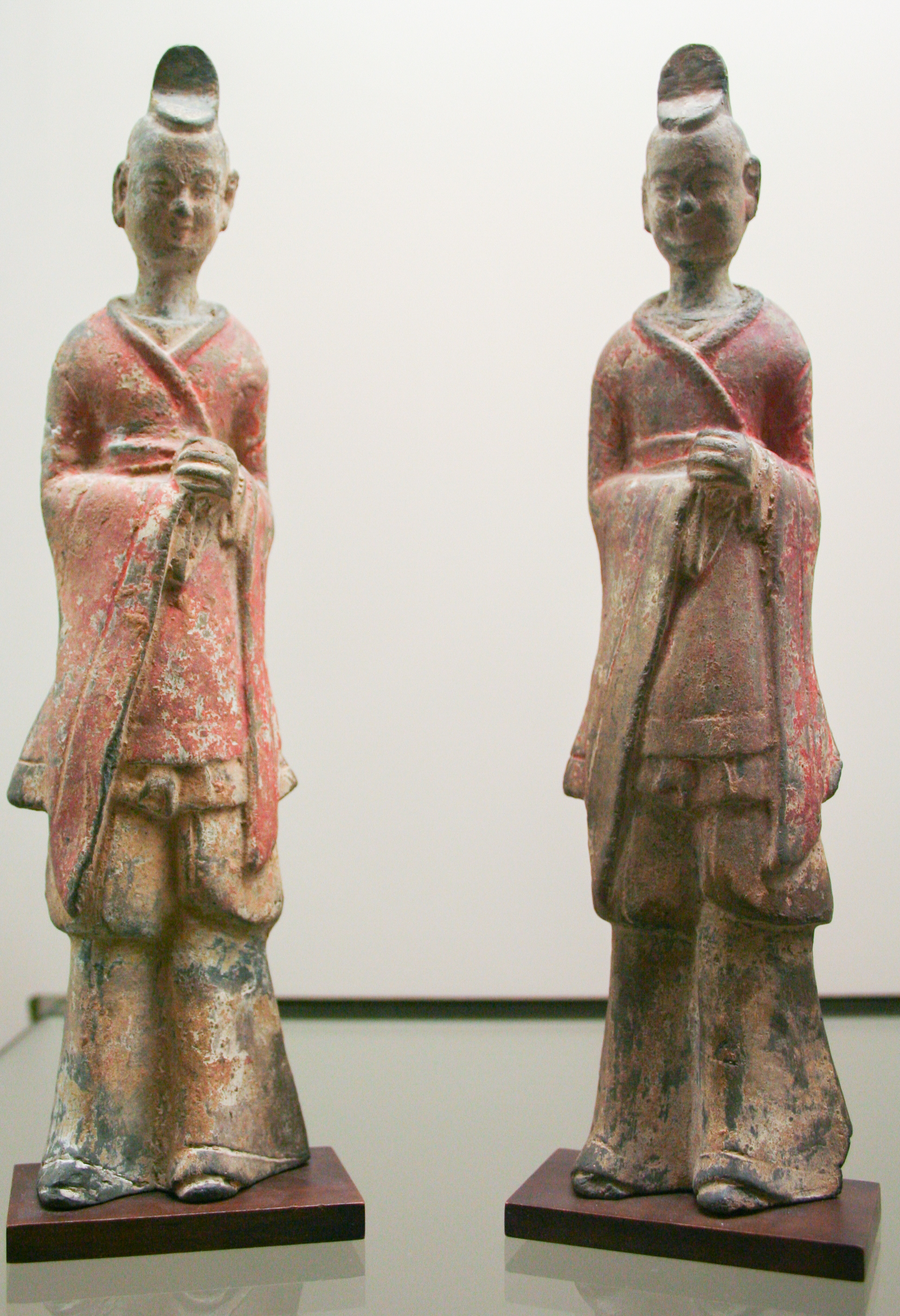
Deux dignitaires, Wei du Nord, musée Cernuschi.
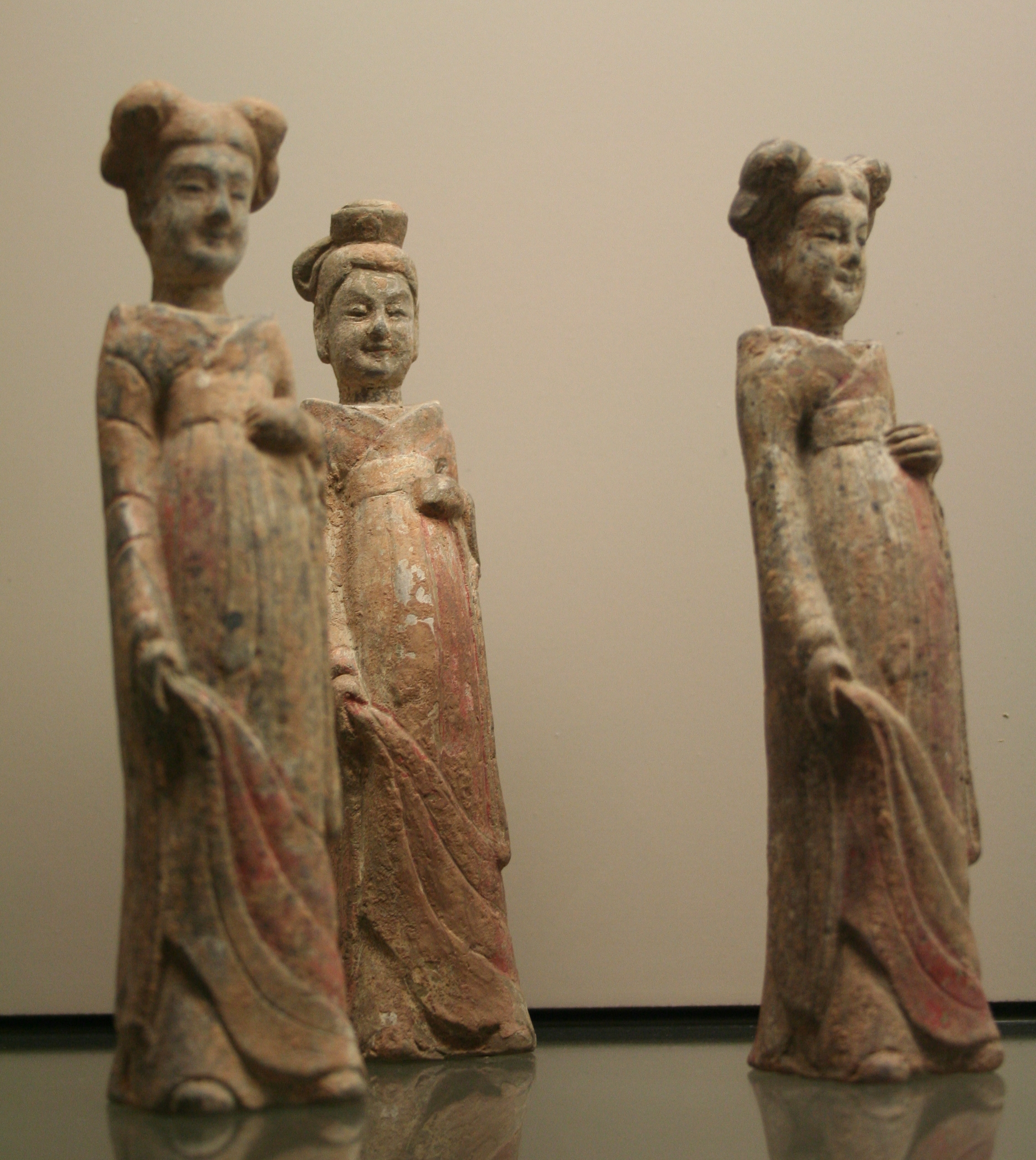
Trois servantes, musée Cernuschi.
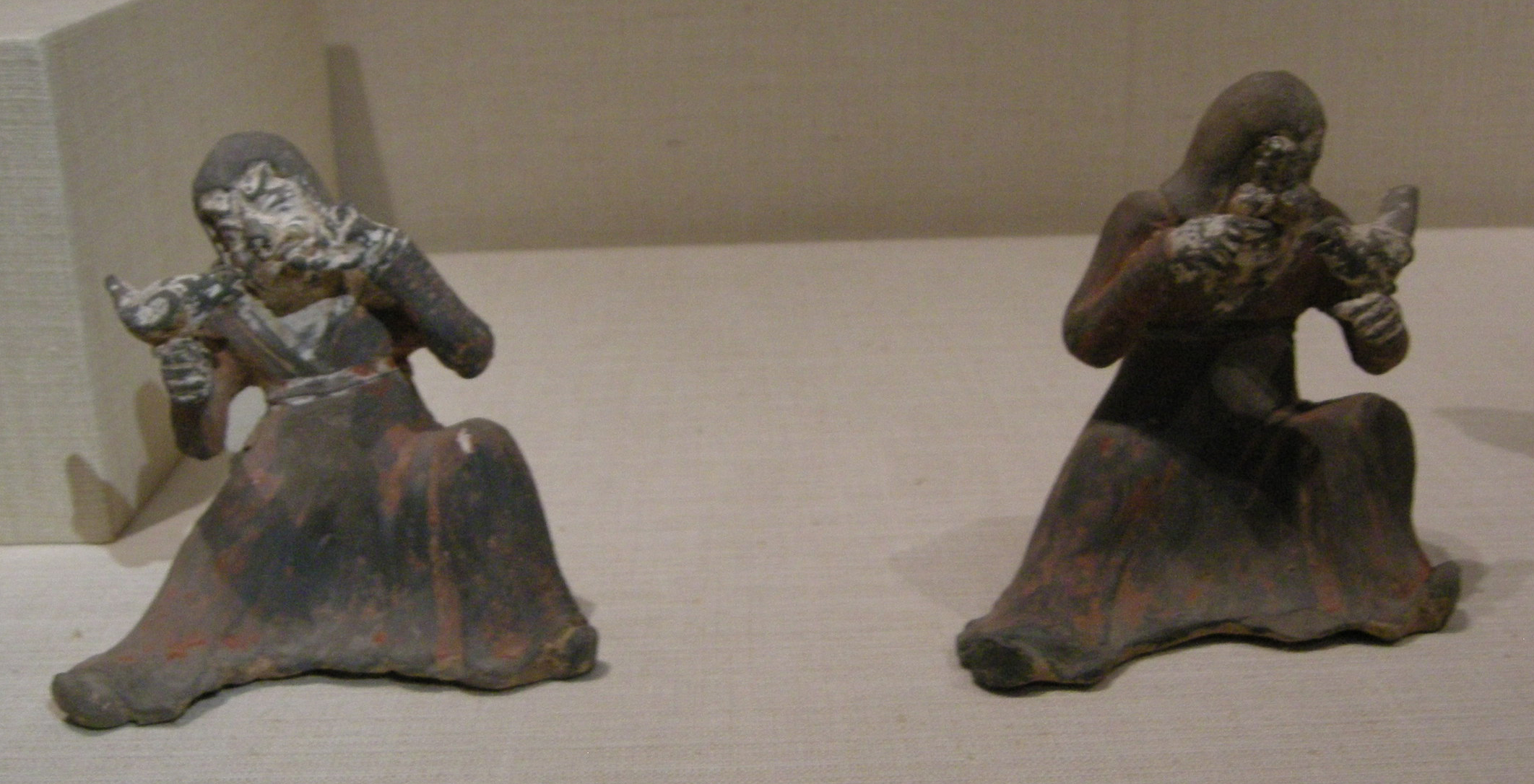
Paire de fauconniers. Metropolitan Museum of Art.
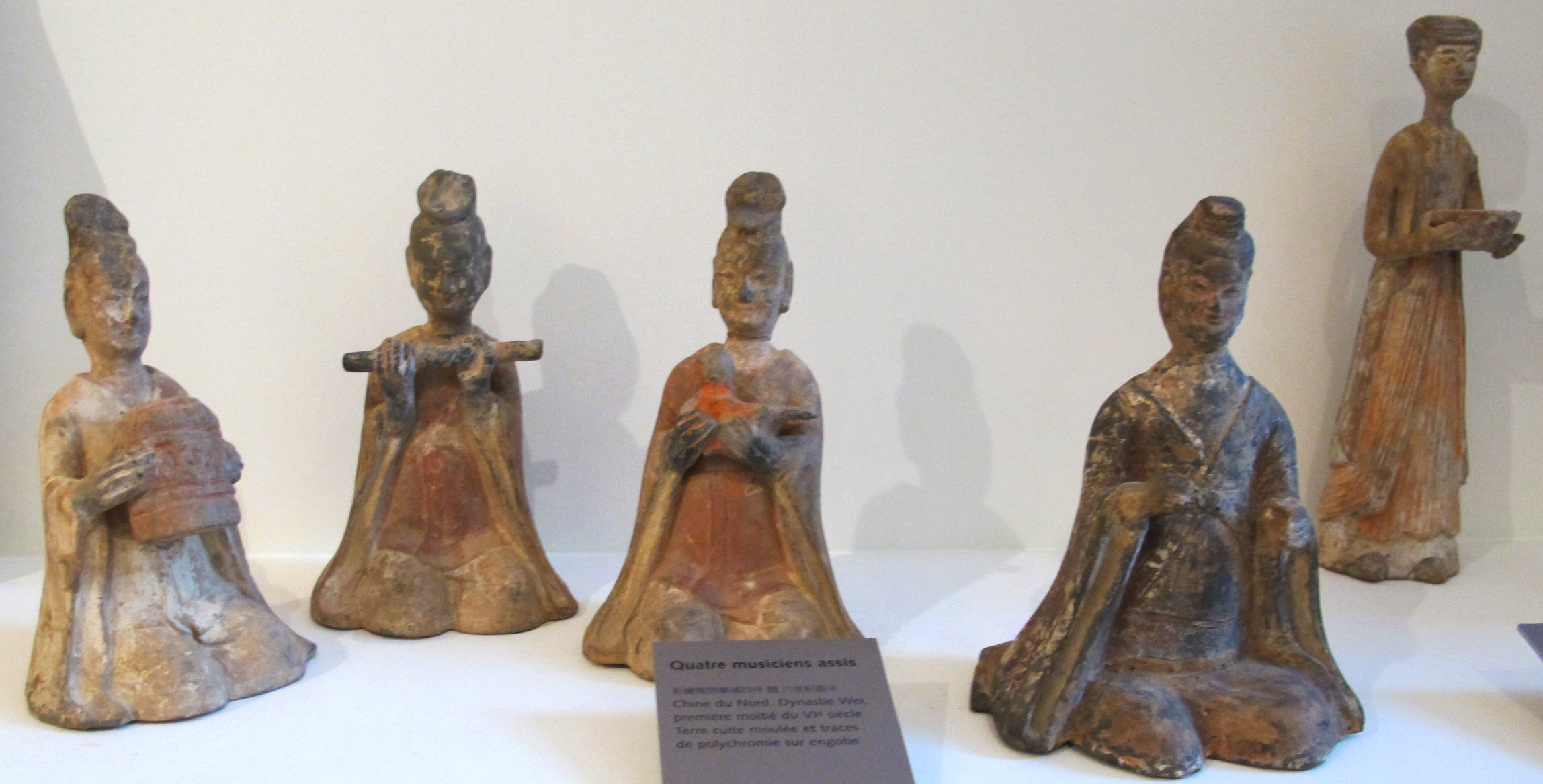
Musiciens.
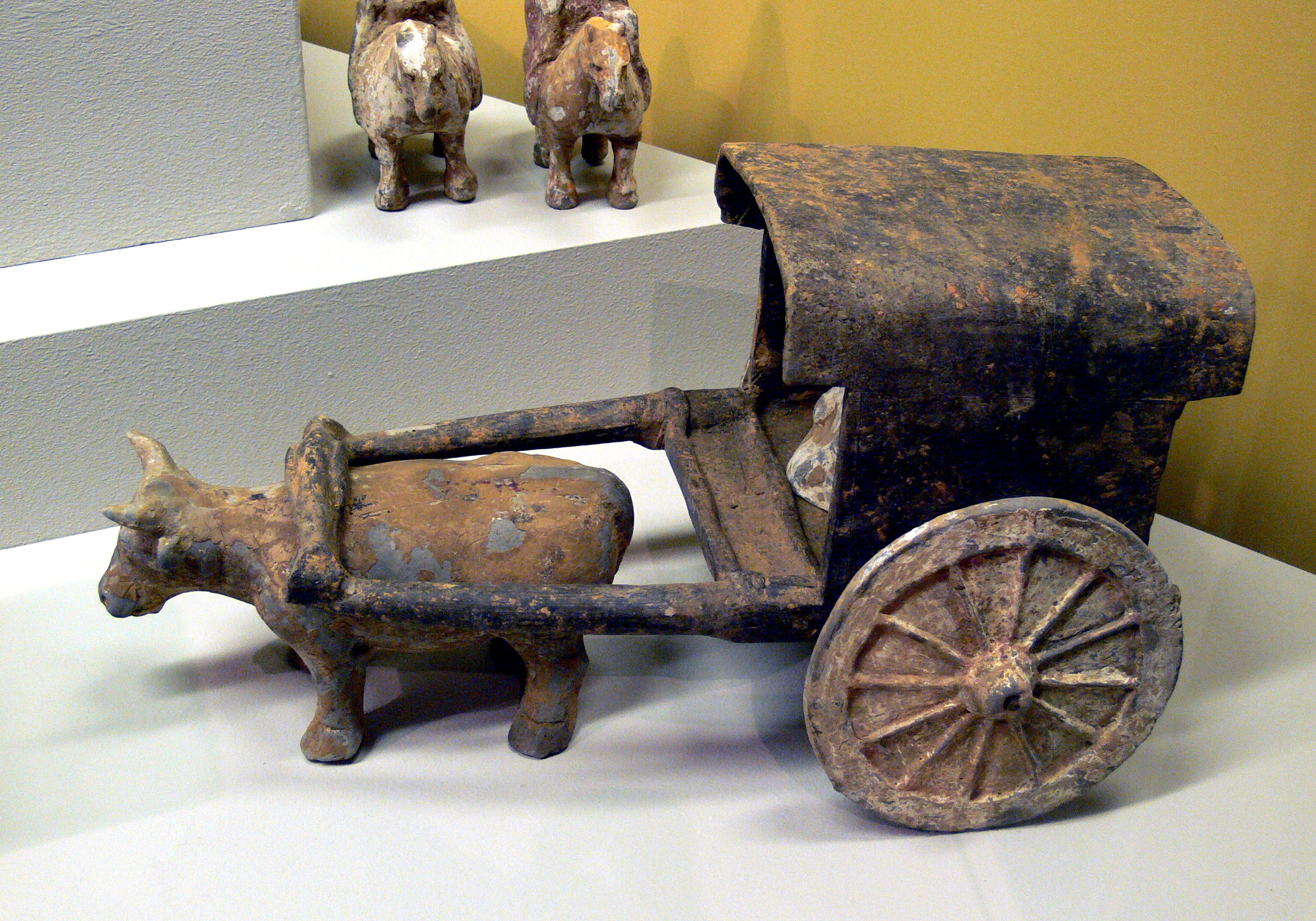
Chariot (funéraire ?) tiré par un bœuf.
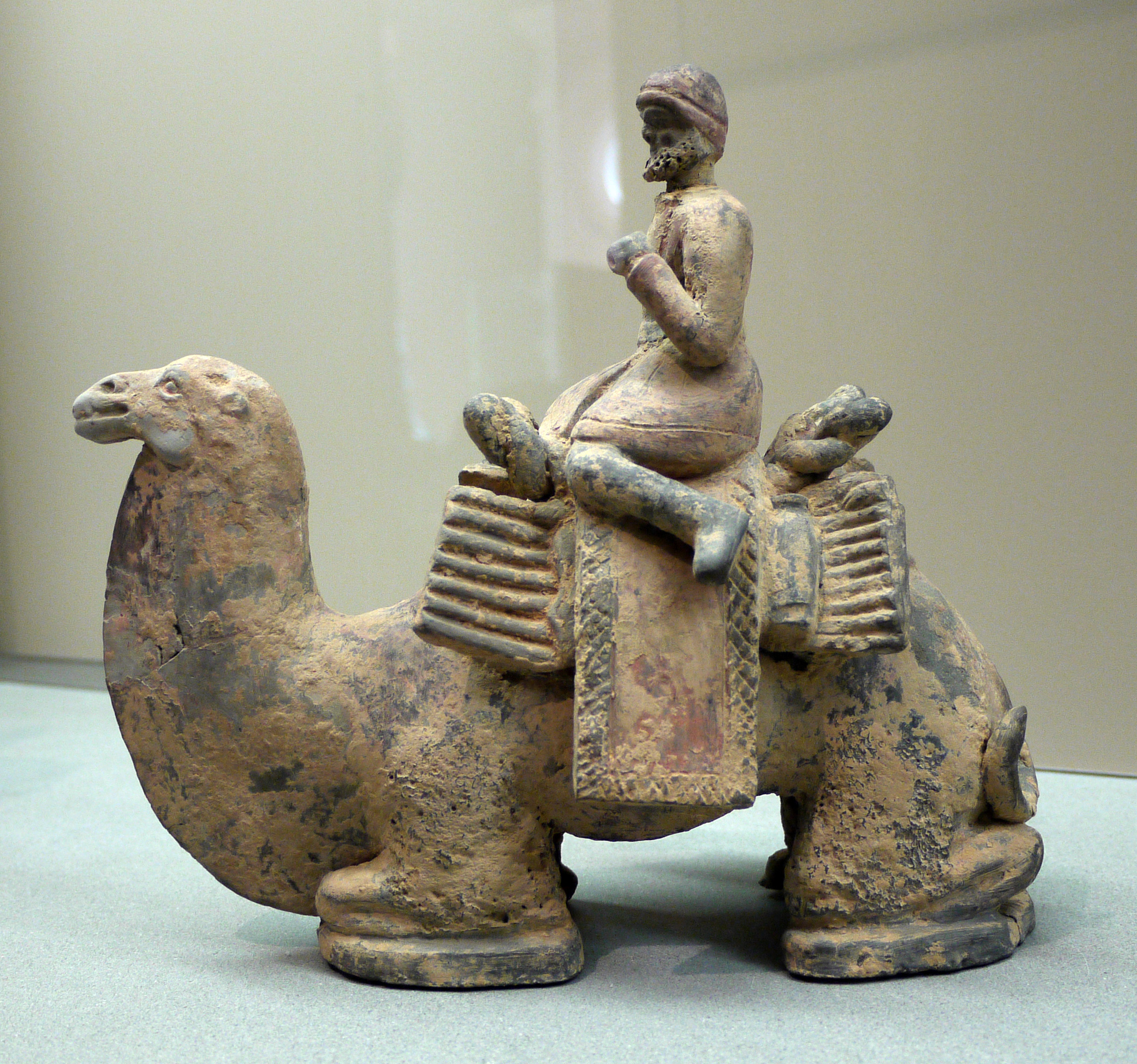
Chamelier en terre cuite (qiantuo yong), H. 21 cm, Wei du Nord (386-534). Musée Cernuschi, notice :

## Littérature
« Vous montez à cheval, mais ne le fouettez point,
Et courbez en un cercle une branche de saule.
Descendant de cheval, vous jouez de votre flûte.
Que c'est triste ! L'errant pourrait bien en mourir.
Je contemple de loin le grand fleuve à Mengjin,
Là ou poussent les saules en abondance.
Mais moi qui ne suis rien qu'une fille des Liu,
Je ne comprendrai goutte aux chansons des Chinois.

La littérature de la période des dynasties du Nord est peu conservée, car elle n'a pas été incluse dans les anthologies postérieures datées de l'ère Tang, qui lui ont préféré les réalisations des auteurs contemporains des dynasties du Sud. Il est d'ailleurs généralement considéré que les auteurs du Nord étaient fortement influencés par ceux du Sud, en particulier les poètes de la cour des Liang. La littérature de la période des Wei du Nord est surtout préservée par le Livre des Wei (Wei Shu), œuvre de Wei Shou (506-572), écrivain de la cour des Qi du Nord et lui-même reconnu comme un des « talents du Nord », les plus brillants poètes de l'ère des dynasties du Nord, excellant surtout dans les poèmes en prose et plus largement les écrits en prose courts (ce qui inclut aussi des pétitions adressées à un empereur, dont le style pouvait être élevé). Les deux autres membres de ce groupe ont vécu entre la fin des Wei du Nord et le début des dynasties qui les ont suivis : Wen Zisheng (495-547) et Xing Shao (496-561). Avant eux, d'autres écrivains s'étaient distingués à la cour des Wei du Nord : le ministre Gao You (390-487), qui a rédigé des poèmes du type appelé fu, Cui Hong (?-527) qui rédigea une histoire des Seize Royaumes (les Printemps et Automnes des Seize Royaumes, Shiliu guo Chunqiu), Li Daoyuan (?-527) auteur d'un Commentaire du Classique des rivières (Shuijing zhu). Des chansons de cour en xianbei avaient également été couchées par écrit, mais elles ont été perdues après l'époque des Tang. Les lettrés méridionaux ont également rapporté diverses ballades évoquant des thèmes liés à la vie nomade, qu'ils désignaient comme les « Chants du Nord », dont l'origine n'est pas claire. Parmi les chansons, la Ballade de Mulan, à l'origine de l'histoire très populaire de cette fille se déguisant en homme pour devenir soldat à la place de son père, est généralement considérée comme ayant son origine à l'époque des Wei du Nord, même si ses premières attestations sont plus tardives (de l'époque Song).

## Liste des empereurs
1. Daowudi (en) (Tuoba Gui) (386-409)
2. Mingyandi (en) (Tuoba Si) (409-423)
3. Taiwudi (Tuoba Tao) (423-452)
4. Tuoba Yu (en) (452)
5. Wenchengdi (en) (Tuoba Jun) (452-465)
6. Xianwendi (en) (Tuoba Hong) (465-471)
7. Xiaowendi (Tuoba/Yuan Hong) (471-499)
8. Xuanwudi (en) (Yuan Ke) (499-515)
9. Xiaomingdi (en) (Yuan Xu) (515-528)
10. Yuan Zhao (en) (Youzhu) (528)
11. Xiaozhuangdi (en) (Yuan Ziyou) (528-530)
12. Yuan Ye (en) (Yuan Gong) (530-531)
13. Jiemindi (en) (Yuan Gong) (531-532)
14. Houfeidi (Yuan Lang) (531-532)
15. Xiaowudi (en) (Yuan Xiu) (532-535)

À la mort de Xiaowudi (en) en 535, la Chine du Nord est divisée en deux États (Chine du Nord-Ouest et Chine du Nord-Est).